# DB-Baureihe 103
| DB-Baureihe 103                          | DB-Baureihe 103                                                                                             | DB-Baureihe 103                                                                                             |
| 103 184 nähe Ostermünchen, Bayern (2011) | 103 184 nähe Ostermünchen, Bayern (2011)                                                                    | 103 184 nähe Ostermünchen, Bayern (2011)                                                                    |
| ---------------------------------------- | --- | --- |
| Technische Daten:                        | Vorserie E 03                                                                                               | Serie 103.1                                                                                                 |
| Nummerierung:                            | E 03 001–004 ab 1968: 103 001–004 ab 1989: 750 001–002                                                      | 103 101–245 1989 bis 2005: 103 222 war als 750 003 bezeichnet                                               |
| Anzahl:                                  | 4 | 145 |
| Hersteller:                              | Mechanischer Teil: Henschel-Werke Elektrischer Teil: Siemens-Schuckertwerke (SSW)                           | Mechanischer Teil: Henschel-Werke, Krauss-Maffei, Krupp Elektrischer Teil: AEG, BBC, Siemens                |
| Baujahre:                                | 1965 | 1970–1974                                                                                                   |
| Ausmusterung:                            | 1986–1997                                                                                                   | 1997–2003 2014 (103 235) 2017 (103 113) 2020 (103 245)                                                      |
| Achsformel:                              | Co’Co’ | Co’Co’ |
| Dienstmasse:                             | 112,0 t | 114,0 t |
| Radsatzfahrmasse:                        | 18,7 t | 19,0 t |
| Länge über Puffer:                       | 19.500 mm                                                                                                   | 19.500 mm, später 20.200 mm Ab 103 216, nachträglich auch 103 173                                           |
| Breite:                                  | 3090 mm | 3090 mm |
| Gesamthöhe ü. SO:                        | 4492 mm | 4492 mm |
| Höhe Aufbau ü. SO:                       | 3862 mm | 3862 mm |
| Gesamtachsstand:                         | 14.100 mm                                                                                                   | 14.100 mm                                                                                                   |
| Drehzapfenabstand:                       | 9600 mm | 9600 mm |
| Achsstand:                               | 2250 mm | 2250 mm |
| Raddurchmesser:                          | 1250 mm | 1250 mm |
| Höchst- geschwindigkeit:                 | 200 km/h Zeitweise mit geänderten Radsatz-Getrieben: 103 118: 265 km/h 103 003 und 103 222: 280 km/h        | 200 km/h Zeitweise mit geänderten Radsatz-Getrieben: 103 118: 265 km/h 103 003 und 103 222: 280 km/h        |
| Stromsystem:                             | 15 kV 16 2/3 Hz                                                                                             | 15 kV 16 2/3 Hz                                                                                             |
| Anzahl Fahrmotoren:                      | 6 | 6 |
| Fahrstufenschalter:                      | W40T von SSW mit Rundwähler und 2 Thyristor-Lastschalter (Serie) W40SL mit Sprunglastschalter (2× Vorserie) | W40T von SSW mit Rundwähler und 2 Thyristor-Lastschalter (Serie) W40SL mit Sprunglastschalter (2× Vorserie) |
| Antrieb:                                 | Henschel Verzweiger Antrieb (2× Vorserie) SSW Gummiring Kardanantrieb (Serie)                               | Henschel Verzweiger Antrieb (2× Vorserie) SSW Gummiring Kardanantrieb (Serie)                               |
| Stundenleistung:                         | 6.420 kW | 7.780 kW |
| Dauerleistung:                           | 5.940 kW | 7.440 kW |
| Anfahrzugkraft:                          | 314 kN | 312 kN |
| Leistungskennziffer:                     | 58,4 kW/t                                                                                                   | 68,2 kW/t                                                                                                   |
| Zugsicherung:                            | Sifa/PZB 90/LZB                                                                                             | Sifa/PZB 90/LZB                                                                                             |
| Lokbremse:                               | Druckluftbremse KE-GPR elektrische Bremse                                                                   | Druckluftbremse KE-GPR elektrische Bremse                                                                   |

Die Lokomotiven der Baureihe 103 (Vorserie: E 03) der Deutschen Bundesbahn (DB) sind schwere sechsachsige Elektrolokomotiven für den schnellen Reisezugverkehr. Die E 03/103 galt lange als das Flaggschiff der DB und ist neben den Diesellokomotiven der Baureihe V 200 eine der bekanntesten deutschen Lokomotivbaureihen.
Mit einer Dauerleistung von 7.440 kW (10.116 PS) waren die 103 bei ihrer Indienststellung die stärksten einteiligen Lokomotiven der Welt und sind bis heute die leistungsstärksten Lokomotiven, die in Deutschland jemals planmäßig eingesetzt wurden. Die DB setzte ab 1965 vier Vorserien-Exemplare der E 03 als „Schnellfahrlokomotive“ ein, die 1968 gemäß neuem Nummernschema der DB in 103 001 bis 004 umgezeichnet wurden. Von 1970 bis 1974 gingen insgesamt 145 Serienlokomotiven als 103 101 bis 245 in Betrieb, die offiziell als Baureihe 103.1 bezeichnet werden.
Ab 1997 wurde die 103 von der Deutschen Bahn nach und nach ausgemustert und im Personenverkehr durch die Baureihe 101 ersetzt. Nach fast dreißig Betriebsjahren waren die Fahrzeuge durch den Einsatz über lange Strecken vor schweren Intercity-Zügen bei Geschwindigkeiten bis zu 200 km/h verschlissen. 2003 beschloss die Deutsche Bahn die Abstellung aller Fahrzeuge. Das DB Museum setzt aber bis heute E03 001, 103 113 und 103 245 für Sonderzüge und Überführungen ein. Des Weiteren nutzt das Unternehmen RailAdventure aus München die 103 222 im ständigen Fahrbetrieb.

## Das Fahrzeug

### Entwicklung

#### Entstehung
Die Anfänge der Baureihe 103 reichen bis in die 1950er Jahre zurück. Nachdem das im Zweiten Weltkrieg schwer beschädigte Eisenbahnnetz instand gesetzt worden war, begann die Deutsche Bundesbahn mit dem Aufbau eines elektrifizierten Schnellverkehrsnetzes für den Fernverkehr. Zunächst liefen unter anderem Vorkriegslokomotiven wie beispielsweise die Baureihe E 18 vor Schnell- und Fernschnellzügen. Bereits damals wurde geplant, die Reisegeschwindigkeit einiger Fernzüge über die maximal gefahrenen 160 km/h hinaus zu steigern. Erste Überlegungen sahen einen Nachbau der Baureihe E 19 vor, die konstruktiv für 225 km/h ausgelegt war.
Ab den 1960er Jahren übernahmen nach und nach die moderneren E 10 und E 10.12 den Schnell- und Fernschnellzugverkehr sowie den bisher von Triebwagen dominierten Trans-Europ-Express. Daher wurden 1961 wieder Planungen aus den frühen fünfziger Jahren (Arbeitstitel E 01) aufgenommen, die eine sechsachsige Lokomotive mit 180 km/h Höchstgeschwindigkeit und 5000 kW Antriebsleistung vorsahen, jedoch zugunsten der E 10 gestoppt worden waren. Man änderte dieses Konzept dahingehend ab, dass die Lokomotive 200 km/h laufen und lediglich 18 Tonnen Achsfahrmasse haben sollte. Eingereicht wurden von Krupp/AEG Entwürfe für Elloks mit insgesamt vier Treibachsen und zwei Laufachsen in zwei Drehgestellen, also mit den Achsfolgen (1Bo)(Bo1) oder (A1A)(A1A). Vier Elektromotoren zu je 1250 kW Leistung waren für den Antrieb vorgesehen.
Die Henschel-Werke planten eine Ellok mit zwei dreiachsigen Drehgestellen, deren Radsätze alle einzeln angetrieben waren. Daraus wurde die E 03. Henschel erhielt den entsprechenden Entwicklungsauftrag für den mechanischen Teil. Mit dem elektrischen Teil beauftragte man die Siemens-Schuckertwerke (SSW), die ab 1966 unter das Dach der Siemens AG kamen. Vorbereitend für die Prototypen wurden 1963 zunächst neue Drehgestelle in zwei Lokomotiven der Baureihe E 10 aus der laufenden Produktion erprobt, mit denen die Lokomotiven bis zu 200 km/h fahren konnten. Die beiden Lokomotiven wurden mit unterschiedlichen Hohlwellen-Antrieben versehen: Die E 10 299 bekam den Verzweiger-Antrieb von Henschel, E 10 300 den Gummiring-Kardanantrieb von SSW.
Im gleichen Jahr wurden Versuchsfahrten zwischen Bamberg und Forchheim mit hohen Geschwindigkeiten durchgeführt. Man suchte nach Erkenntnissen über die Gestaltung der Oberleitung, des Oberbaus sowie über die Lagerung und Federung der angetriebenen Radsätze. Dabei blieb offen, welche der beiden Antriebsvarianten besser sei. So wurde bei den Anfang 1965 ausgelieferten vier E-03-Prototypen zweimal der Henschel- und zweimal der SSW-Antrieb eingebaut, der später wegen seines geringeren Gewichts für die Serienloks übernommen wurde. Die Kopfform der Lokomotiven wurde an der TH Hannover mittels Versuchen im Windkanal ermittelt. So bekamen die Lokomotiven zugleich ein stromlinienförmiges und elegantes Design.

#### Vorserie

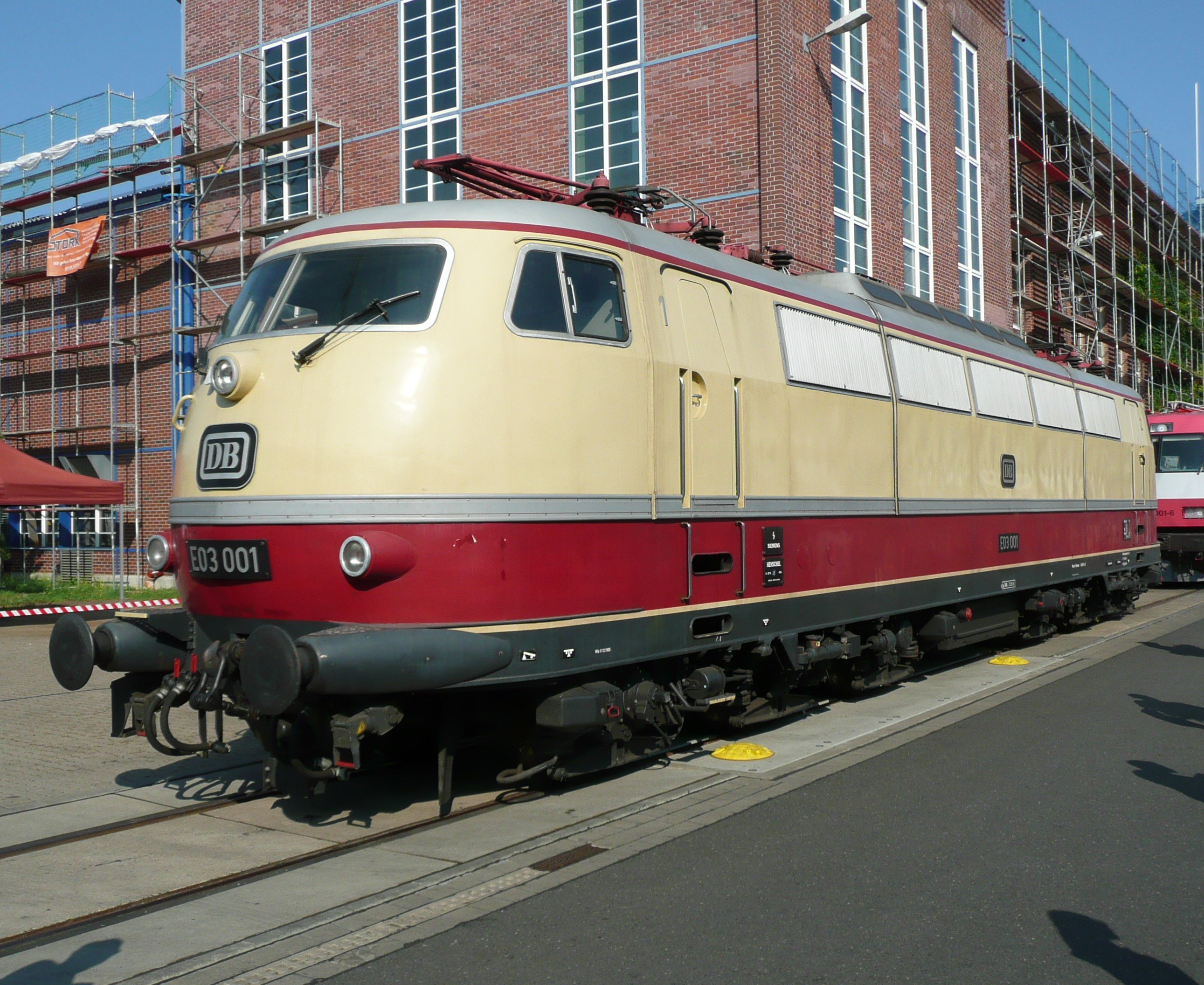
Museumslok E03 001 bei einer Fahrzeugparade im AW Dessau (2019)

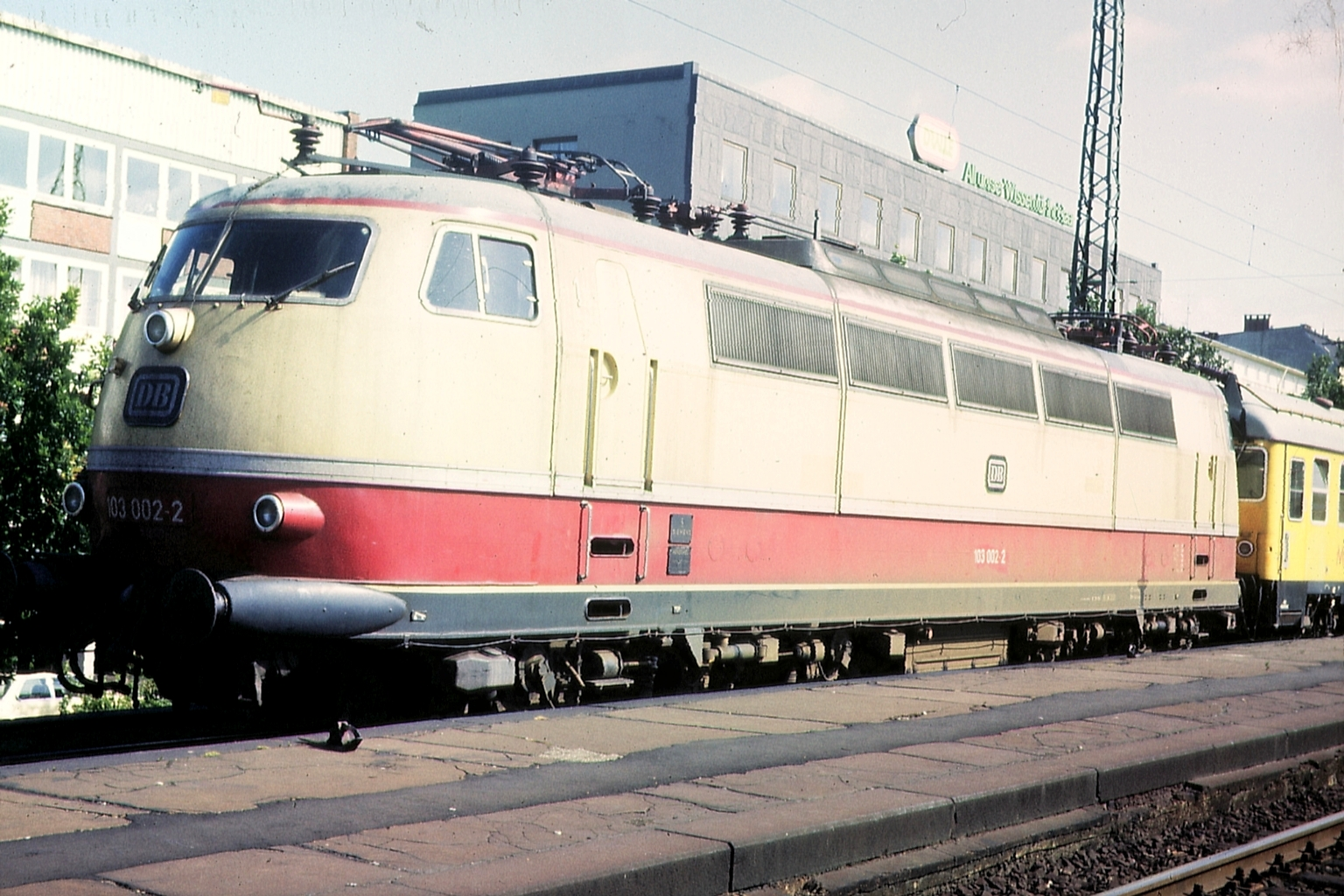
Vorserienlokomotive 103 002-2 in Hamburg-Altona (1983)

Die erste fertiggestellte Lokomotive war die E 03 002. Sie wurde am 11. Februar 1965 bei Henschel in Kassel in einer Feierstunde an die Bundesbahn übergeben. Für diesen Anlass erhielt sie vorübergehend die Schilder der E 03 001. Einen Monat später folgte die eigentliche E 03 001 sowie, bis Juni, die E 03 003 und 004.
Die neuen Lokomotiven wurden der Öffentlichkeit im Juni 1965 auf der Internationalen Verkehrsausstellung (IVA) in München präsentiert. Die E 03 wurde in Anspielung auf ihre damals herausragende Leistungsfähigkeit der Öffentlichkeit nicht als gewöhnliche Schnellzuglok, sondern als Schnellfahrlokomotive vorgestellt, eine Bezeichnung, die sich bis Ende der 1980er Jahre im Sprachgebrauch und zum Teil bis heute in der Literatur (hier als Schnellfahr-Ellok bezeichnet) halten konnte.
Während der IVA wurden die neuen Lokomotiven planmäßig vor zwei Schnellzug-Zugpaaren (bezeichnet als D 10/11, D 12/13) mit 200 km/h auf der Eisenbahnstrecke zwischen München und Augsburg eingesetzt. Sie sorgten dabei – ebenso wie auf der Ausstellung selbst – international für großes Aufsehen: Am 26. Juni 1965 erreichte ein fahrplanmäßiger, mit Reisenden besetzter Zug in Deutschland zum ersten Mal eine Geschwindigkeit von 200 km/h. Die Fahrten endeten am 3. Oktober 1965. Die Züge wurden mit TEE-Wagen gebildet. Zum Fahren mit so hohen Geschwindigkeiten benötigte die Bundesbahn eine Sondergenehmigung des Bundesverkehrsministeriums, die nur für die Dauer der IVA galt. Als erste Lokomotiven in Deutschland waren die Fahrzeuge mit einer automatischen Geschwindigkeitsregelung ausgestattet.

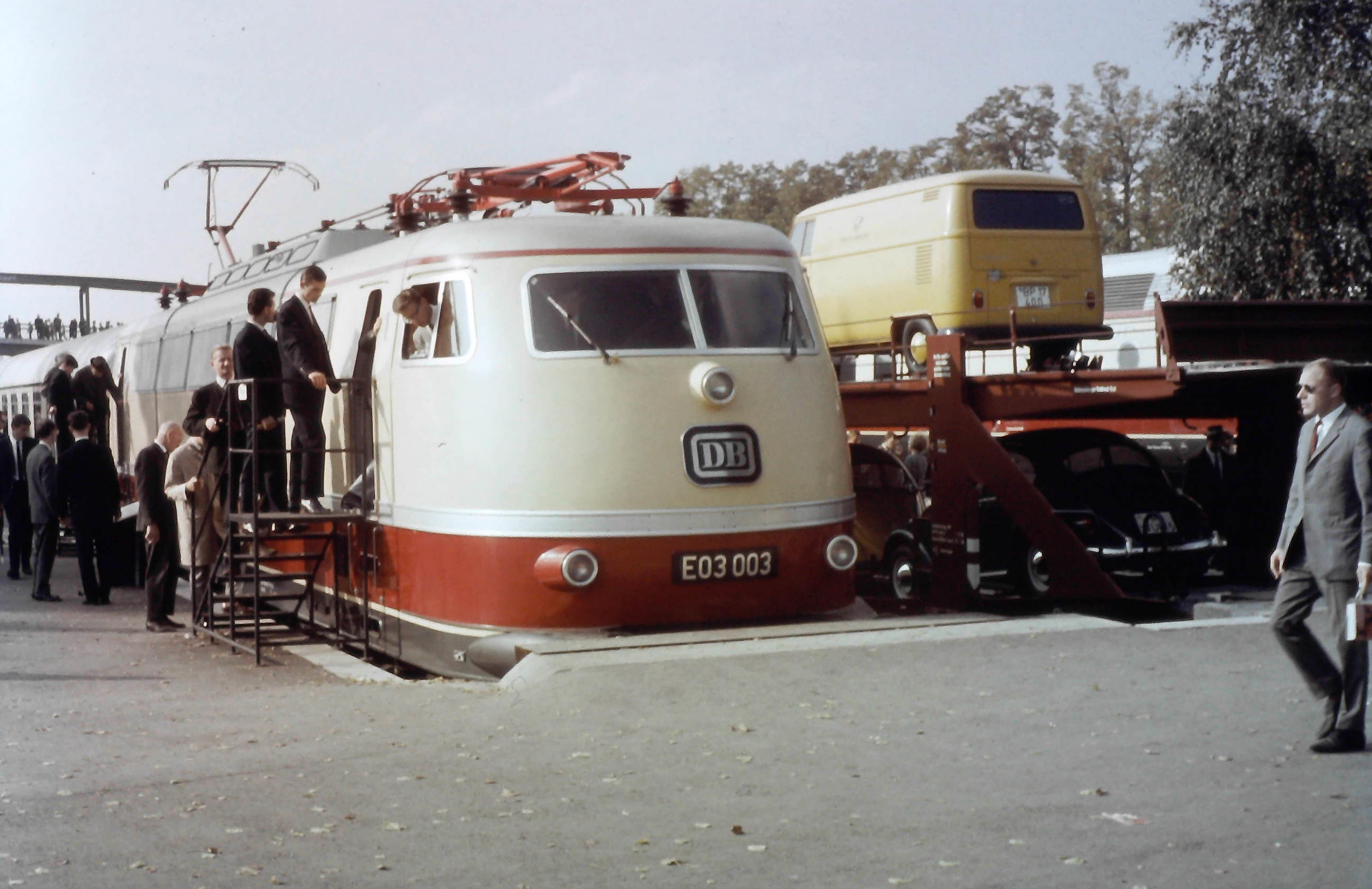
Vorserie E03 003 der DB-Baureihe 103 auf der Verkehrsweltausstellung in München (1965)

Die Fahrten waren von zahlreichen Motorschäden  begleitet. Nur durch den ständigen Tausch der noch nicht ausgereiften Motoren und die anschließende Reparatur im Bahnbetriebswerk konnte der Fahrplan eingehalten werden. So stand die E 03 003 mit ausgebauten Fahrmotoren auf dem Ausstellungsgelände. Eine der fahrplanmäßigen Loks war im Bahnbetriebswerk, eine stand auf Reserve und nur eine war mit Schnellzügen unterwegs. Trotz aller Probleme absolvierten die Lokomotiven der Baureihe E 03 während der IVA insgesamt 347 Demonstrationsfahrten mit 200 km/h.
Nach der Verkehrsausstellung wurden die ersten vier Lokomotiven im Schnellzugdienst von München aus eingesetzt, unter anderem auf der Strecke München–Stuttgart. Obwohl es gelegentlich Probleme wegen Überhitzung des Maschinenraums bei Bergfahrten an der Geislinger Steige gab, hielt die Bundesbahn am Einsatz auf dieser Strecke fest.

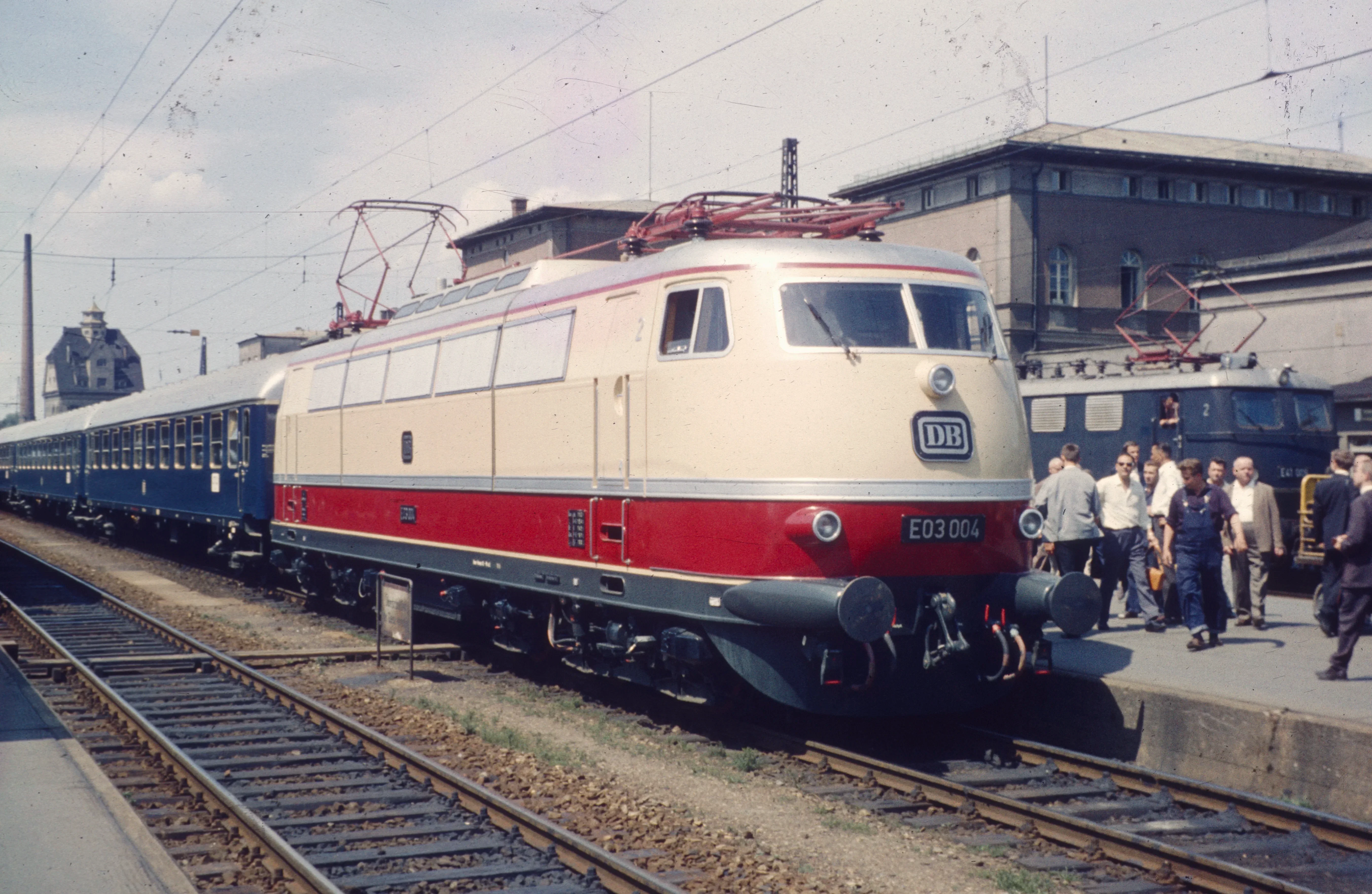
E 03 004 mit einem 200 km/h-Zug im Sommer 1965 in Augsburg

Alle Vorserienloks waren ab dem Winterfahrplan 1974 im Bahnbetriebswerk Hamburg-Eidelstedt stationiert. Eingesetzt wurden die Maschinen vor Eilzügen in Norddeutschland und in einem eintägigen Umlauf Hamburg–München–Hamburg. Gelegentlich kamen Fahrten vor Nahverkehrszügen hinzu.
Ab 1979 kamen die Lokomotiven in den Versuchsdienst und wurden von Minden und München aus eingesetzt. Hier leisteten sie Fahrten für die Überführung von Wagen, zur Überwachung der Linienzugbeeinflussung und zur Kontrolle der Fahrleitungen, aber auch verschiedenste Versuchs- und Messfahrten für die Erprobung neuer Eisenbahnfahrzeuge. Noch in den 1980er Jahren half die E 03 003 als 750 002 bei der Entwicklung und Erprobung der DB-Baureihe 120 und der ersten ICE-1-Triebköpfe als Bremslokomotive mit. Erst 1997 endete der Versuchsbetrieb mit der letzten Vorserienmaschine 750 001, der ehemaligen E 03 001.

#### Die Serienbaureihe

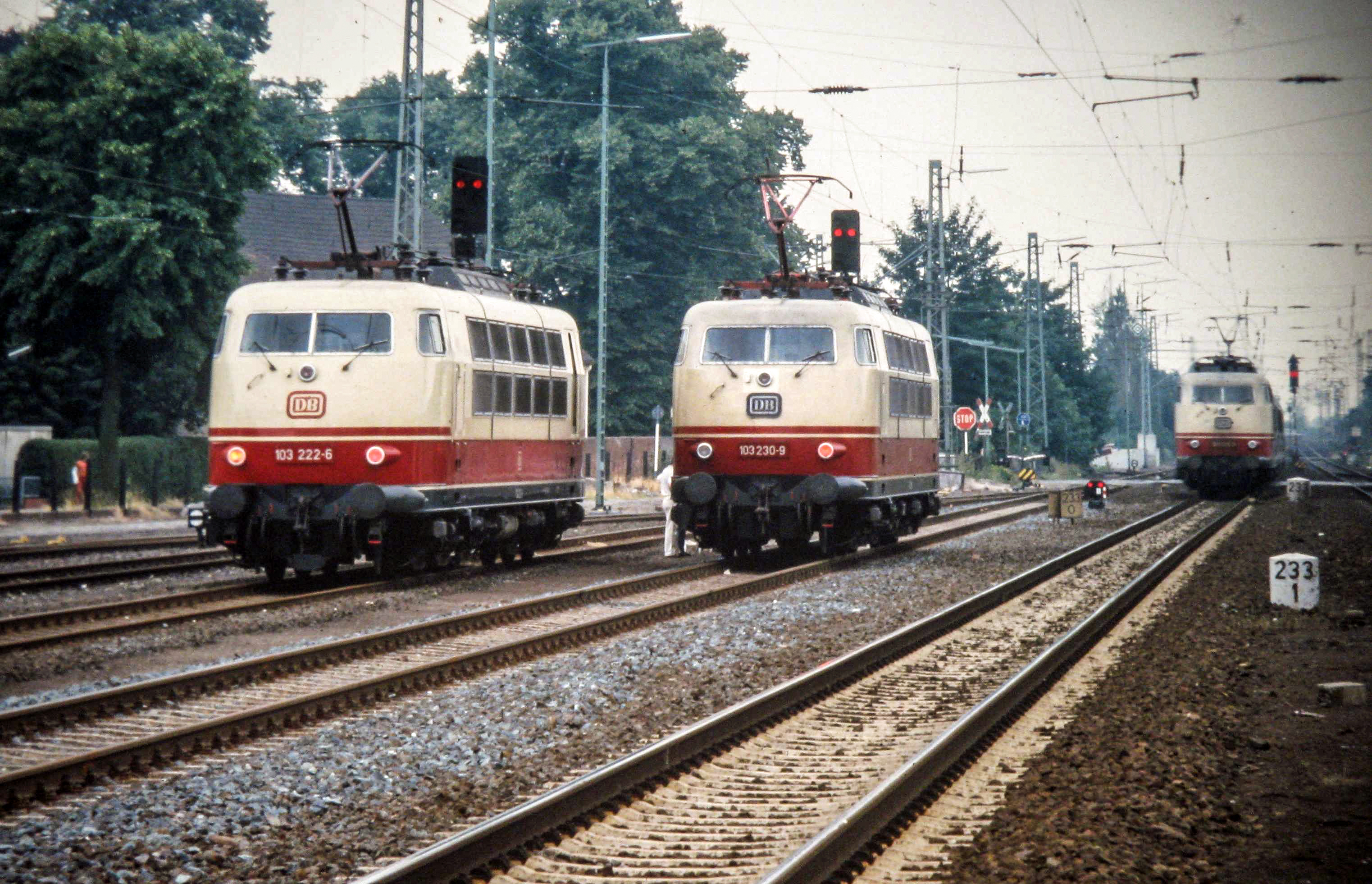
Drei 103 in Purpurrot/Elfenbein 1984 in Bremen (rechts mit dem alten schwarzen DB-Zeichen aus Metall, links mit dem neueren, aufgeklebten in Rot)

1969 erhöhte die Bundesbahn die Anforderungen an die neue 103. Sie sollte statt bisher 300 t nun 480 t mit 200 km/h sowie 800 t schwere Schnellzüge mit 160 km/h ziehen können. Deshalb sah man vom reinen Nachbau der Vorserie ab und verbesserte den Entwurf.
So wurde beispielsweise die Leistung des Haupttransformators und der Fahrmotoren gesteigert. Dies erforderte die Überarbeitung der Lüftung. Daher installierte man an den Seiten je eine zweite Reihe mit fünf Lüftergittern, die den äußerlich markantesten Unterschied zu den vier Vorserienmaschinen bildete. Diese Maßnahme ging jedoch stark zu Lasten der Sauberkeit im Maschinenraum.
Die Motoren erhielten eine neue, thermisch höher belastbare Isolation sowie verbesserte Kommutator-Kohleschleifstücke. So wurden sie weniger empfindlich gegen Überlastung.
Als erste Serienlokomotive wurde am 27. Mai 1970 die 103 109 ausgeliefert, am 20. Juli vorläufig und am 8. September 1970 endgültig abgenommen. Die Maschinen der Baureihe 103 wurden jeweils zwei Abnahmen unterzogen, um neuartige elektronische Komponenten zunächst unter Betriebsbedingungen testen zu können. Verlief die Erprobung erfolgreich oder wurden alle Probleme beseitigt, kam es zur Endabnahme. Die Inbetriebnahme richtete sich nicht nach der Reihenfolge der Betriebsnummern. Die letzte Serienlokomotive mit der Bezeichnung 103 245-7 hatte ihre endgültige Abnahme am 11. Juli 1974.
Weitere Verbesserungen wurden nachträglich bei allen Loks eingebaut, zum Beispiel besser gefederte Radsatzlager und Drehdämpfer. Die werkseitig vorhandenen Scheren-Stromabnehmer der Bauart DBS 54 wurden ab Mitte der 1970er-Jahre, nachdem mehrfach im höheren Geschwindigkeitsbereich die Stromabnehmer die Fahrleitung heruntergerissen hatten, durch neue Einholm-Stromabnehmer der Bauart SBS 65 ersetzt, zum Teil im Tausch mit Loks der Baureihe 111.
Die Serienversion der 103 stellte durch die ausgefeilte aerodynamische Form, die Höchstgeschwindigkeit von 200 km/h und vor allem dank der hohen Leistung das Nonplusultra des Lokomotivbaus der frühen 1970er-Jahre dar: Mit ihrer Gesamt-Dauerleistung von 7440 kW waren die 103.1 die leistungsfähigsten Elloks der DB und wurden mit ihrem Masse-Leistungs-Verhältnis von 15,6 kg/kW als das Optimum angesehen, das durch konventionelle Technik mit Einphasenwechselstrom erreichbar war.
Die Motoren der Loks konnten kurzzeitig eine noch höhere Leistung abgeben und beispielsweise die volle Anfahrzugkraft von 312 kN bis zu einer Geschwindigkeit von 120 km/h aufrechterhalten (unter Verwendung der Trafoumschaltung sogar bis 140 km/h). Dies entspricht einer Leistung von 10.400 kW (bzw. 12.000 kW).
Mit diesem Leistungsprofil war die 103 in der Lage, 400 t schwere Schnellzüge in der Ebene und Züge mit 300 t bei 5 Promille Steigung mit 200 km/h zu ziehen. Später, als bei den IC-Zügen die zweite Wagenklasse eingeführt worden war, wurden regelmäßig über 600 t schwere Schnellzüge mit 200 km/h befördert, mithin 25 % mehr als 1969 im Lastenheft gefordert.
Heutige Drehstrom-Schnellzuglokomotiven der DB haben nominell eine ähnlich hohe (Dauer-)Leistung, doch die zum Beschleunigen einsetzbare Kurzzeitleistung ist deutlich geringer als die der Baureihe 103 und liegt in der Regel nur unwesentlich über der Dauerleistung.
Später jedoch wurde die maximale Leistung der 103 zur Vermeidung von Schäden auf 9000 kW (entsprechend 600 A Oberstrom) begrenzt.

### Konstruktion

#### Mechanischer Teil

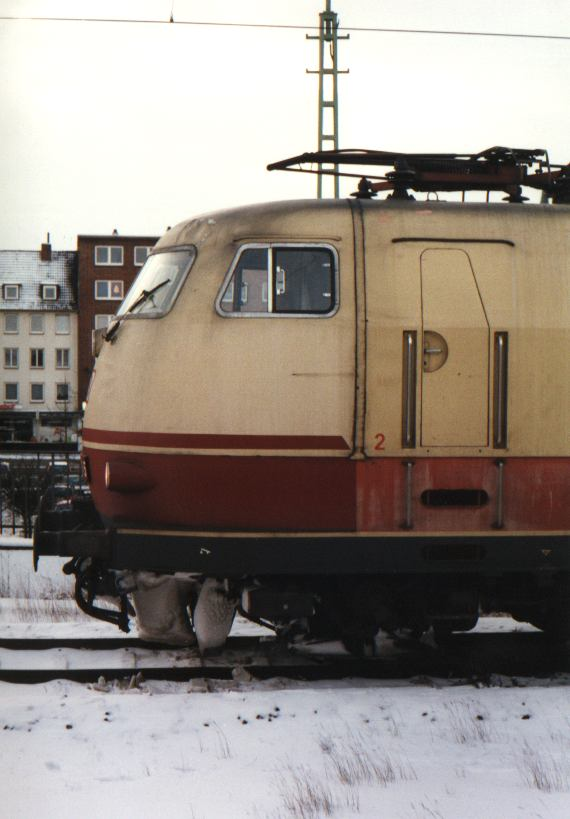
Kopf der 103 133 in Bremerhaven 1999 (hier ohne Schürze unterhalb der Puffer oder Kupplung)

Die Baureihe 103 verfügt über einen vollständig geschweißten Rahmen, der die gesamte elektrische Ausrüstung aufnimmt und auf zwei dreiachsigen Drehgestellen gelagert ist. Der Lokkasten besteht aus den zwei mit dem Rahmen verschweißten Endführerständen aus Stahlblech und drei jeweils abnehmbaren, nichttragenden Dachhauben aus Aluminiumblech, die mit dem Rahmen verschraubt sind. Diese abnehmbaren Dachhauben waren eine Neuheit für Elloks der Bundesbahn.

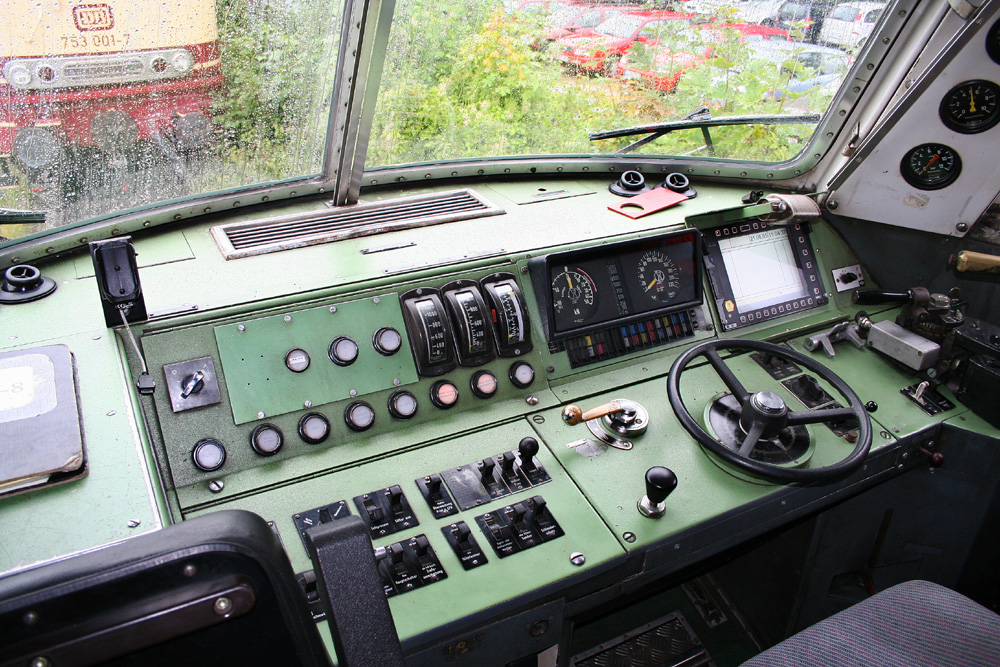
Im Führerstand einer Lokomotive der Baureihe 103

Die Form der Stirnseiten der Lokomotiven war aerodynamisch optimiert, dadurch gab es beengte Platzverhältnisse in den beiden Führerständen, über deren Gestaltung sich das Lok-Personal beklagte. Deshalb wurden sie ab der Maschine mit der Betriebsnummer 103 216 vergrößert und der gewonnene Raum für komfortablere Sitze genutzt. Die gesamte Lokomotive verlängerte sich damit um 70 cm. Da auf den Führerständen während des Betriebs hohe Temperaturen auftraten, erhielten alle Lokomotiven nachträglich eine Klimaanlage. Bei den Lokomotiven mit dem längeren Lokkasten wurde sie technisch verbessert.
In den Drehgestellen ist zwecks besserer Kurvengängigkeit der mittlere Radsatz um acht Millimeter seitenverschiebbar. Die Achslager werden durch gummigefederte Hebel geführt. Sie sind über zwei Schraubenfedern pro Lager abgefedert und mit hydraulischen Dämpfern versehen. Ab 103 216 haben sie zusätzlich Drehdämpfer erhalten, um einen ruhigeren Lauf zu erreichen. Ältere Loks wurden entsprechend nachgerüstet. Auf den Drehgestellen liegen die Leichtbau-Fahrmotoren mit ihren Getrieben. Die Kraftübertragung erfolgt über den neu entwickelten Gummiring-Kardanantrieb von SSW. Die Drehgestelle übertragen über Zug- bzw. Druckstangen (Zugstreben/Schubstreben) die Antriebskräfte auf den Rahmen.

#### Elektrischer Teil
Die Dachausrüstung besteht aus zwei Dachtrennern, dem Druckluft-Hauptschalter sowie einem Oberspannungswandler zum Messen der Fahrdrahtspannung sowie zwei Stromabnehmern. Die ersten Serienloks waren noch mit Scheren-Stromabnehmern Bauart DBS 54a mit speziellen Hochgeschwindigkeits-Wippen ausgerüstet. Ab 1976 wurden Einholm-Stromabnehmer SBS 65 verbaut, welche mit den ersten Serienlokomotiven der Baureihe 111 getauscht wurden. Es war mehrfach vorgekommen, dass die Scherenstromabnehmer die Fahrleitung bei hohen Geschwindigkeiten herunterrissen.
Der ölgekühlte und fremdbelüftete Haupttransformator mit 6.250 kVA Traktionsleistung besitzt drei Schenkel (primär, sekundär und magnetischer Rückschluss). Die Traktionswicklung verfügt hochspannungsseitig über 40 Anzapfungen, die über ein Rundwähler-Schaltwerk und Thyristor-Lastschalter geschaltet werden. Die Steuerung des Schaltwerks erfolgt dabei wahlweise über eine elektronische Nachlaufsteuerung oder über eine Impulssteuerung per Hilfsfahrschalter. Pro Sekunde können zwei Stufen geschaltet werden.
Für höhere Zugkräfte im Geschwindigkeitsbereich ab 160 km/h konnte die Traktionswicklung am Haupttransformator leistungslos von 500 V auf 650 V umgeschaltet werden. Dies entsprach dem geforderten Aufgabenspektrum: Der Traktion leichterer Züge mit Geschwindigkeiten bis 200 km/h und schwerer Züge bis 160 km/h. Diese Funktion wurde jedoch später wieder stillgelegt.
Als Fahrmotoren verfügen die Serienexemplare der Baureihe 103 über sechs von SSW neu entwickelte zwölfpolige Wechselstrom-Reihenschlussmotoren vom Typ WB 368/17f mit Fremdlüftung und einer Höchstdrehzahl von 1.525 1/min sowie einem Motorgewicht von 3500 kg. Die Motoren für die Serienloks erreichten in ihrer letzten Entwicklungsstufe eine Dauerleistung von 1240 kW.
Die Baureihe 103 konnte bei Spannungen ab 13,5 kV fahren. Sank die Fahrdrahtspannung darunter, löste der Hauptschalter aus.

#### Bremsanlage
Von ähnlicher Leistungsfähigkeit ist die erstmals selbsterregend ausgeführte elektrische Widerstandsbremse, bei der die Fahrmotoren Gleichstrom erzeugen, der über Bremswiderstände in Wärme umgewandelt wird. Sie bedarf nur einer Stoßerregung aus der Batterie, aber keiner Stromzufuhr aus der Oberleitung. Die Bremswiderstände werden über den Bremsstrom gespeist und arbeiten bei Temperaturen bis 650 °C. Bei Netzausfall werden die Fahrmotorlüfter ebenfalls über den Bremsstrom versorgt. Die elektrische Bremse leistet kurzzeitig bis zu 9.800 kW und im Dauerbetrieb 4.800 kW bei einer maximalen Bremskraft von 180 kN, die von 200 km/h bis 40 km/h gehalten werden kann. Diese Kurzzeitwerte werden von heutigen Drehstromlokomotiven nicht erreicht, die Bremsleistung dort ist in der Regel etwas geringer als die maximale Antriebsleistung. Die leistungsfähige elektrische Bremse machte die 103, die Vorserienloks ebenso wie die Serie, zu einer beliebten Bremslokomotive. Die letzten Einsätze fanden noch 2002 auf der Schnellfahrstrecke Köln–Rhein/Main bei Siegburg an einer 40-‰-Steigung statt.
Außerdem besitzen die Maschinen eine indirekt wirkende und mehrlösige Druckluftbremse. Die Vorserienloks erhielten eine zweistufige Bremse, die Serienbaureihe eine dreistufige Bremse. Im Betrieb ist sie der elektrischen Bremse vorgesteuert und kommt im Regelfall erst kurz vor dem Stillstand beim Abfall der E-Bremse zum Einsatz. Die direkte Zusatzbremse wirkt über Druckübersetzer auf je sechs Bremszylinder pro Drehgestell. Die Loks sind für den Betrieb mit elektropneumatischer Bremssteuerung (ep-Bremse) ausgerüstet.

#### Sicherheitseinrichtungen
An Zusatzeinrichtungen auf den Führerständen besitzt die Baureihe 103 neben Sicherheitsfahrschaltung und Zugfunk eine mit der linienförmigen Zugbeeinflussung (LZB) gekoppelte punktförmige Zugbeeinflussung. Bei ihrer Indienststellung besaßen alle Loks die extra für die 103 von Siemens entwickelte LZB 100, später wurde diese durch die mikroprozessorgesteuerte LZB/I 80 ersetzt. Mit Inbetriebnahme der Neubaustrecken erhielten die Loks darüber hinaus die dort vorgeschriebene Notbremsüberbrückung (NBÜ), um zu verhindern, dass ein notgebremster Zug im Tunnel zum Stehen kommt.

### Umbauten

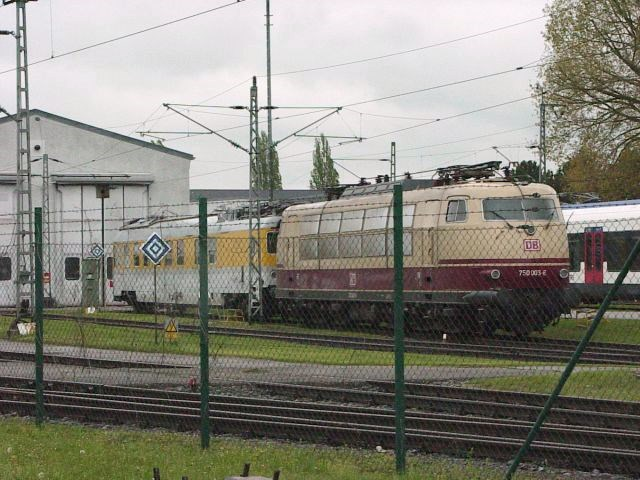
750 003 im BZA München

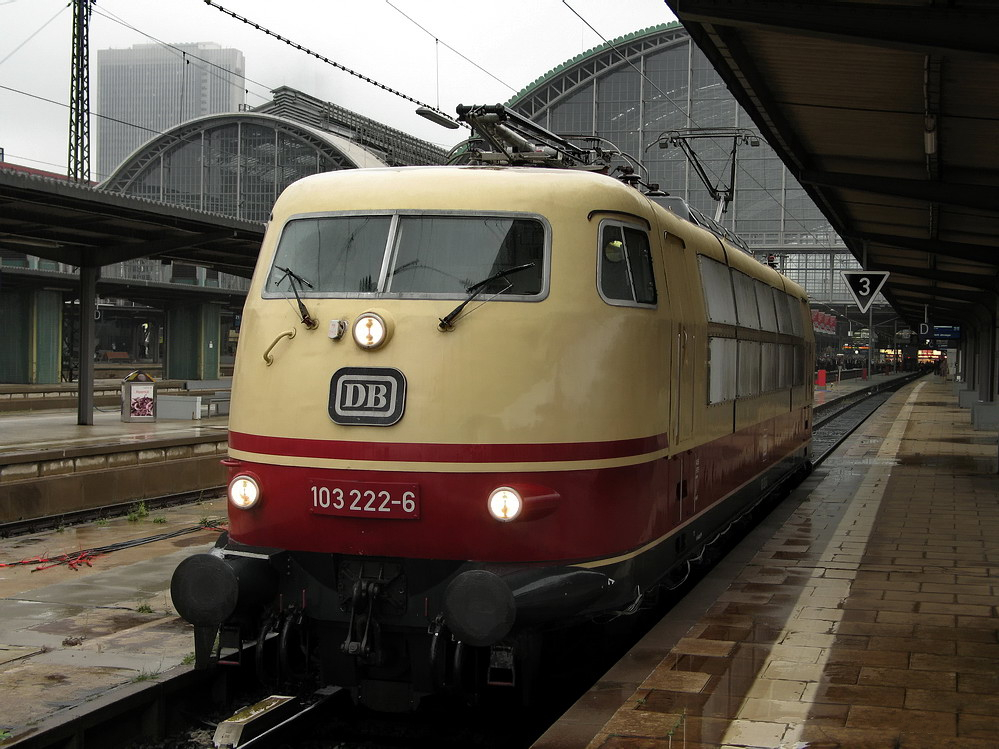
103 222 wieder mit alter Farbgebung

Bereits in den 1970er Jahren wurde die 103 118-6 mit einem geänderten Getriebe ausgestattet und ihre zugelassene Höchstgeschwindigkeit auf 265 km/h hinaufgesetzt. Die Lokomotive absolvierte zahlreiche Testfahrten bis etwa 250 km/h auf einem 28 km langen Versuchsabschnitt der Bahnstrecke Hamm–Minden. Am 12. September 1973 erreichte sie dabei, zwischen Gütersloh und Neubeckum, eine Höchstgeschwindigkeit von 252,9 km/h.
Nachdem sich im Winter Eis und Schnee hinter den Frontschürzen abgelagert hatte, wurden diese 1981/1982 bei allen Lokomotiven abgebaut.
Am 14. Juni 1985 stellte ein Versuchszug des Bundesbahnzentralamtes Minden, gezogen von der mit einer speziellen Getriebeübersetzung versehenen 103 003-0, auf der Bahnstrecke Hamm–Minden (zwischen Brackwede und Neubeckum) mit einer Geschwindigkeit von 283 km/h einen Geschwindigkeitsrekord auf deutschen Schienen auf. Die geänderte Getriebeübersetzung der Lokomotive, die kurzzeitig eine Leistung von mehr als 10.000 kW erbringen konnte, war die einzige Änderung an der Maschine für die Schnellfahrten. Die Lokomotive wurde damit gleichzeitig zur schnellsten deutschen Lokomotive. Am 6. August 1993 brach der Prototyp des EuroSprinters (127 001) mit 310 km/h diesen Rekord.
Ab Juli 1986 wurde die Lokomotive für zahlreiche Zulassungs- und Versuchsfahrten im Südabschnitt der Schnellfahrstrecke Hannover–Würzburg eingesetzt. Zwischen 15. Juli und 8. August 1986 unternahm sie dabei Fahrten zur Zulassung des Streckenabschnitts zwischen dem Betriebsbahnhof Burgsinn und der Überleitstelle Hohe Wart (26 km) für 280 km/h. Anschließend wurde sie zusammen mit 120 001 zur Erprobung eines neuen Stromabnehmers eingesetzt. Bis in das Jahr 1987 wurde sie auf der Strecke für zahlreiche Versuche eingesetzt, insbesondere zur Untersuchung der aerodynamischen Auswirkungen von Zugbegegnungen und der Entwicklung druckertüchtigter Schienenfahrzeuge. Zum Einsatz kamen dabei 103 001-4, 103 004-8, 103 107-9 und 103 154-1.
Im Januar 1988 wurde die Rekordlok 103 003-0 wieder zur Regelausführung mit Seriengetriebe zurückgebaut.
Im September 1989 wurde die 103 222-6 mit Getriebe sowie den Schnellfahrdrehgestellen der ursprünglich für 250 km/h zugelassenen 103 118-6 ausgerüstet und zu Versuchszwecken für eine Höchstgeschwindigkeit von 280 km/h zugelassen. Gleichzeitig wurde sie nach dem Umbau wegen des experimentellen Charakters in 750 003 als Bahndienstfahrzeug umgezeichnet. Seit Ende Mai 2005 wird die Lokomotive wieder als 103 222-6 bezeichnet, ist nach wie vor betriebsfähig und ebenfalls noch immer bis 280 km/h zugelassen.

#### Farbvarianten
Als TEE-Lok hatte die Baureihe 103 anfangs eine von den meisten anderen Loktypen abweichende Lackierung. Zusätzlich gab es diverse Sonderlackierungen. Bis auf eine Ausnahme wurden die Lokomotiven nicht auf das seit 1996 übliche, verkehrsrote Farbschema umgestaltet.
Die ursprüngliche Lackierung aller 103 war in den TEE-Farben Purpurrot/Elfenbein mit schwarzgrau abgesetztem Unterrahmen gehalten. Ein roter Zierstreifen an der Front diente als Übergang zur höher liegenden Farbtrennkante der TEE-Wagen. Die erstgebaute Serien-103 mit der Nummer 103 109-5 trug als einzige abweichend dazu einen grauen Rahmen um die Lüftergitter, der seitlich zu den Türen hin spitz zulief, außerdem reichte der schmale Streifen an den Stirnseiten über die Tür hinaus und die Führerstandsnummer war in Fensterhöhe angebracht. 1987 wurde die Farbgebung den anderen Lokomotiven angeglichen. Ursprünglich hatten alle Maschinen (inklusive der Vorserie) ein erhabenes schwarzes DB-Logo aus Metall an der Stirnseite, welches später oftmals durch ein entsprechendes aufgeklebtes rotes Emblem ersetzt wurde. Einzelne Lokomotiven erhielten ab ca. 1980 einen Neuanstrich, bei dem der Rahmen bis zur Unterkante purpurrot lackiert wurde, passend zum Farbanstrich der Wagen, der in gleicher Weise modifiziert wurde.
Mit dem neuen DB-Farbkonzept erhielten die meisten Loks ab 1987 einen Anstrich komplett in Orientrot mit einem weißen Lätzchen unterhalb der Frontscheibe des Führerstandes. In der Praxis dominierte die orientrote Lackierung nach einer schleppenden Umlackierungsphase allerdings erst ab dem Jahr 1996. Diese Lackierung neigte jedoch dazu, nach kurzer Zeit zu verwittern und auszubleichen.
Für den Einsatz als Lufthansa-Airport-Express erhielt die 103 101 im Mai des Jahres 1991 einen den entsprechenden Personenwagen des Zuges angepassten melonengelb/kieselgrauen Anstrich. An den Seiten wurde sie im Bereich des gelb lackierten unteren Bereichs mit dem Kranichsymbol der Lufthansa und der Beschriftung des Zuges versehen. Die DB-Symbole wurden lediglich in kleiner Ausführung an den Seiten (auf dem grauen Rahmen links neben der Loknummer) angebracht. An der Frontseite gab es kein Symbol. Diese Lackierung führte die Lok noch bis zum 31. Mai 1993.
Die 103 220 wurde für den DB-Touristikzug 1995 in Saphirblau, Laubgrün, Verkehrsgelb, Himmelblau und Reinweiß lackiert, wodurch die Elemente Wasser, Land und Luft versinnbildlicht wurden. Die Lok, die bald Paradiesvogel genannt wurde, führte das vereinfachte aufgeklebte rote DB-Zeichen in der kleineren Ausführung an den Frontseiten.
Kurz vor dem absehbaren Betriebsende der Baureihe 103 wurde die 103 233 auf Initiative des Salzburger Modelleisenbahnherstellers Roco in Verkehrsrot lackiert und am 5. August 2000 offiziell vorgestellt. Die Lok hatte kein weißes Lätzchen an den Stirnseiten, dafür zwei weiße Streifen jeweils links und rechts vom DB-Zeichen in derselben Breite. Ein Werbeaufkleber unter jeweils einem seitlichen Führerstandsfenster wies auf diese Aktion und die Bedeutung der 103 für den deutschen Schienenverkehr hin. Die Marketingabteilung von Roco hatte diese Idee wiederum von einem Aprilscherz der Fachzeitschrift Eisenbahn-Kurier, in der ein montiertes Foto einer verkehrsroten 103 gezeigt worden war. Von Roco war exklusiv ein Modell der 103 233 erhältlich.

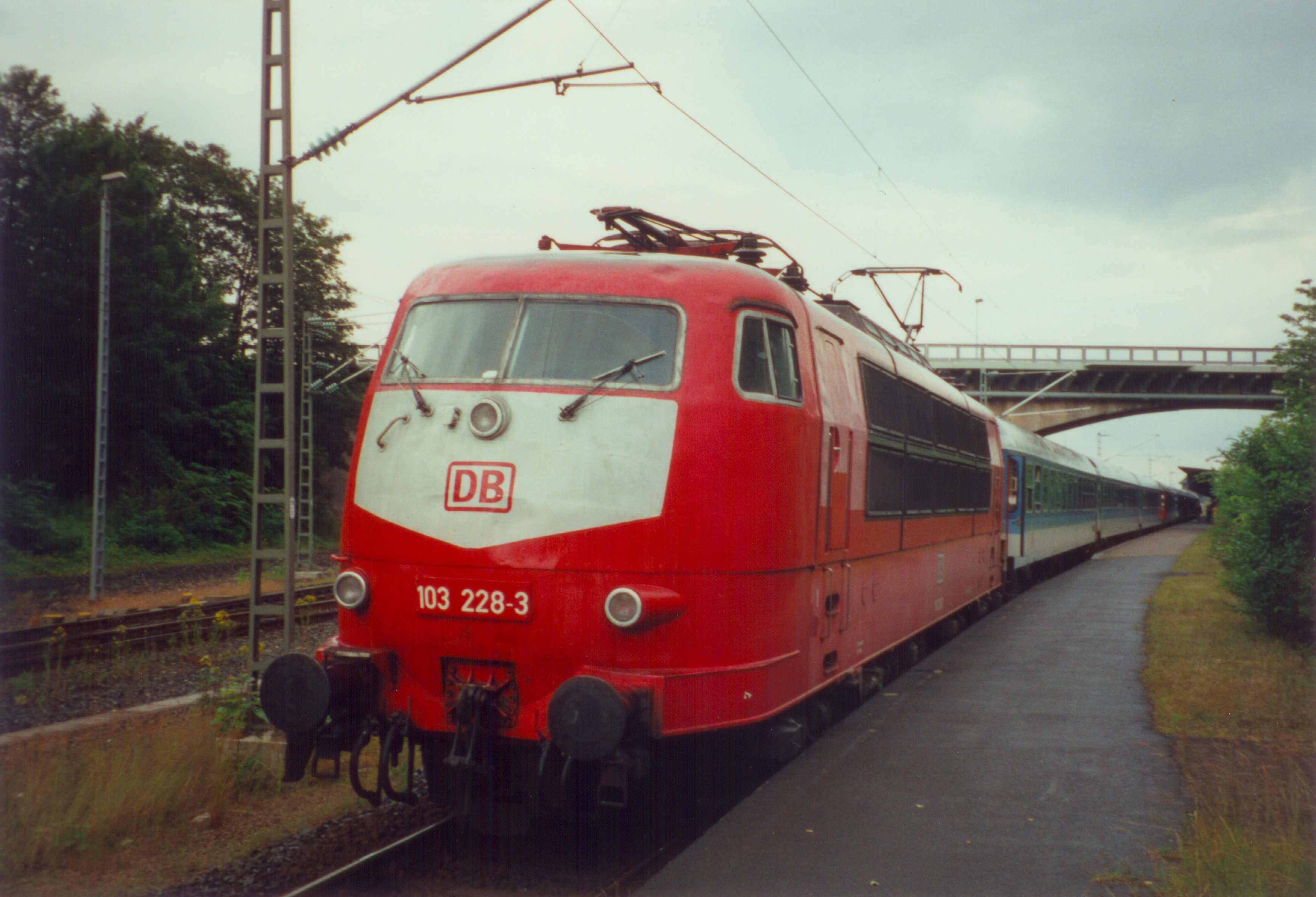
103 228 in orientrot mit weißem „Lätzchen“
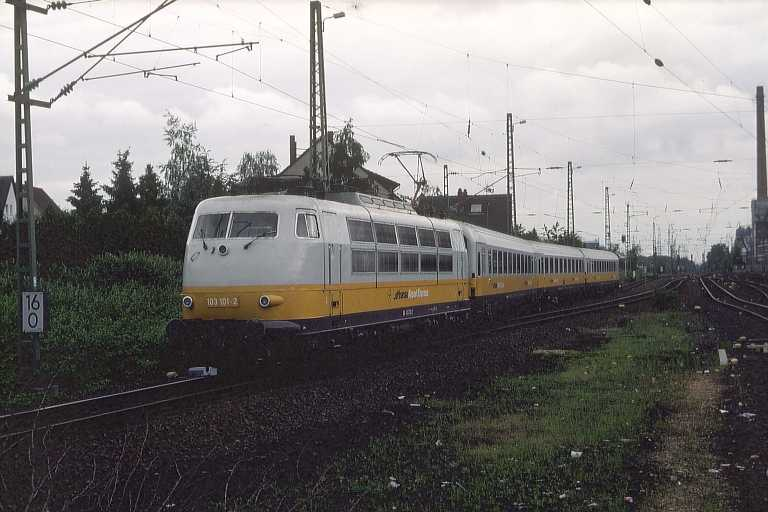
103 101 als Lufthansa-Airport-Express
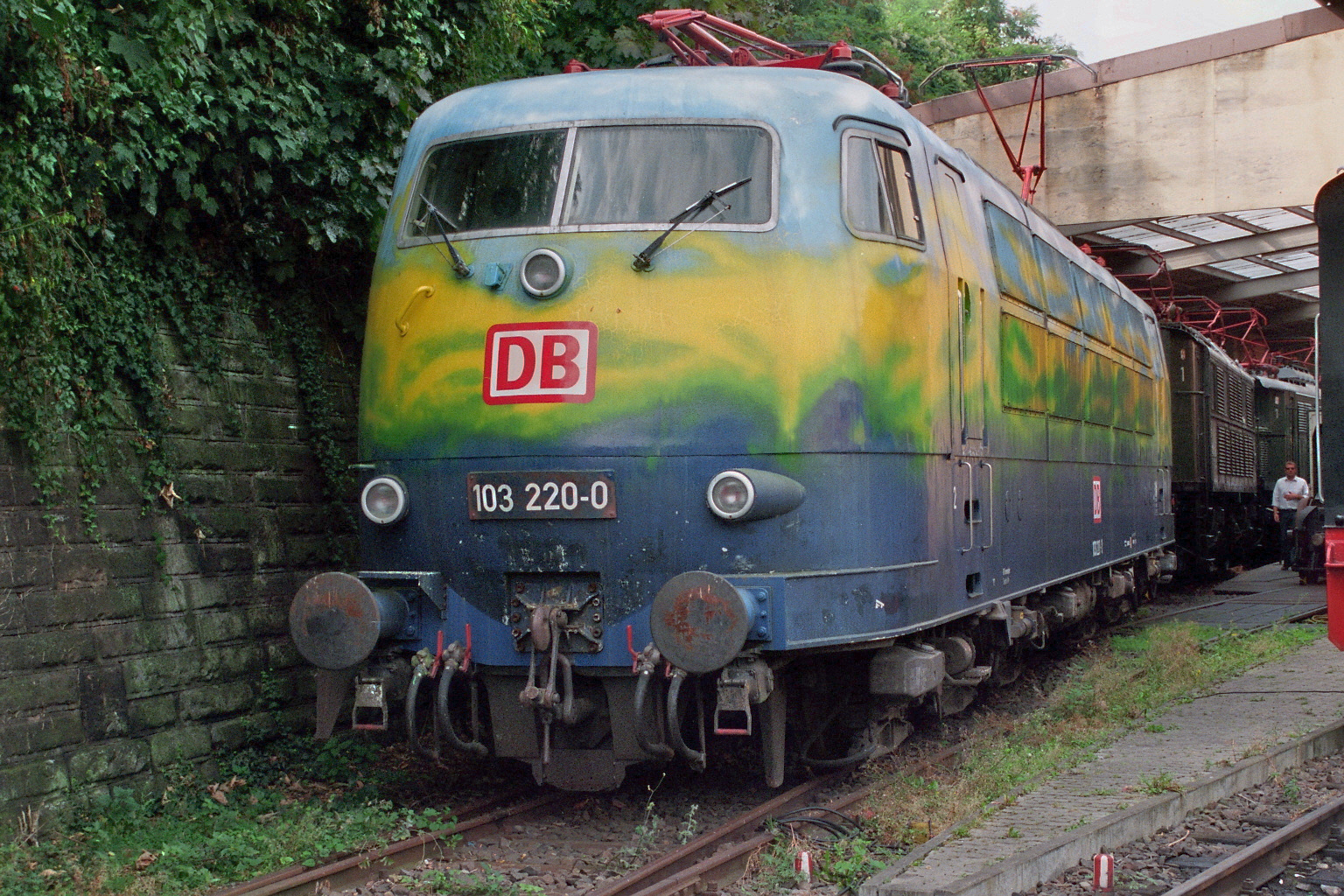
103 220 in der Farbgebung für den DB-Touristikzug
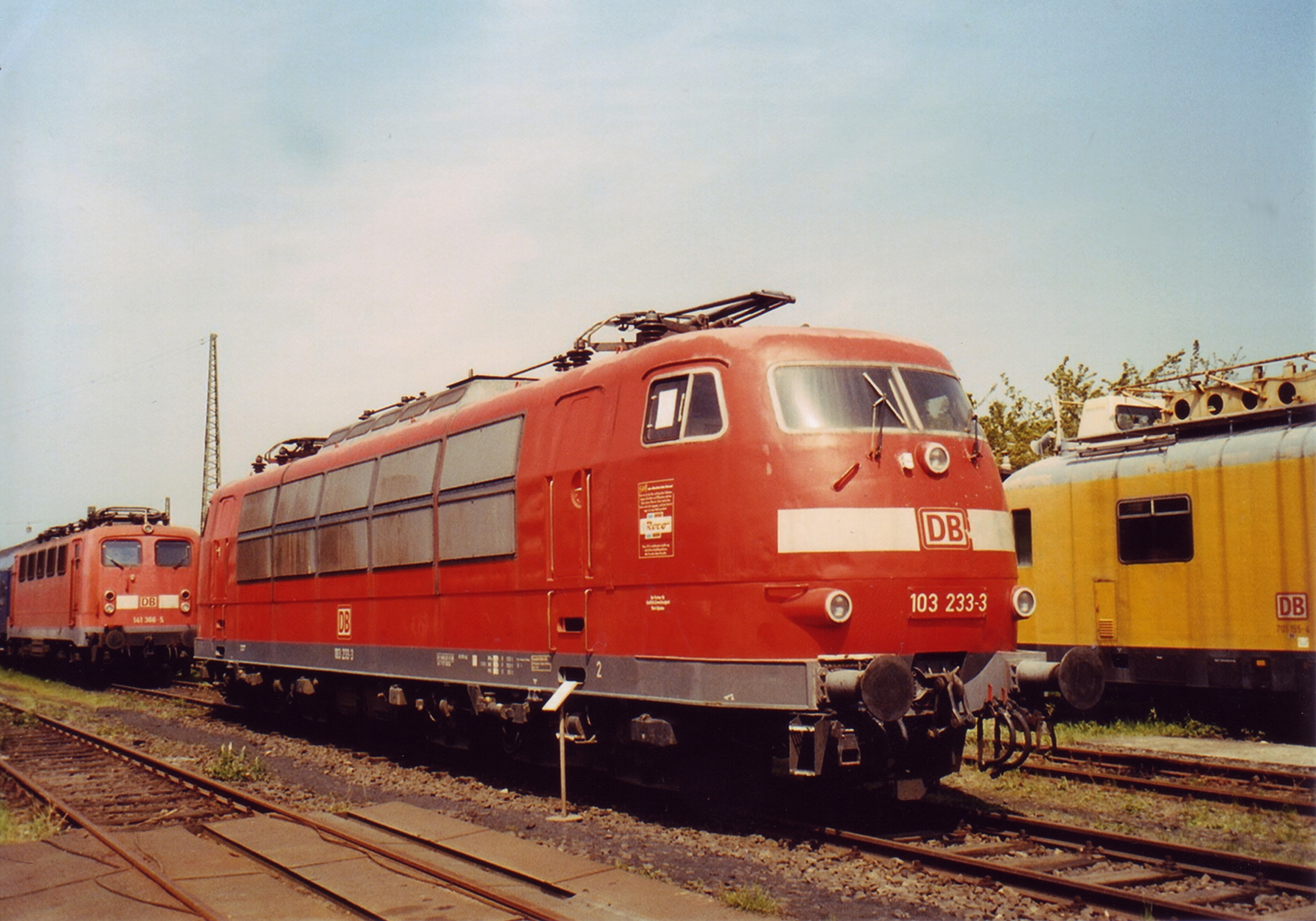
103 233 in verkehrsroter Lackierung im DB Museum Koblenz
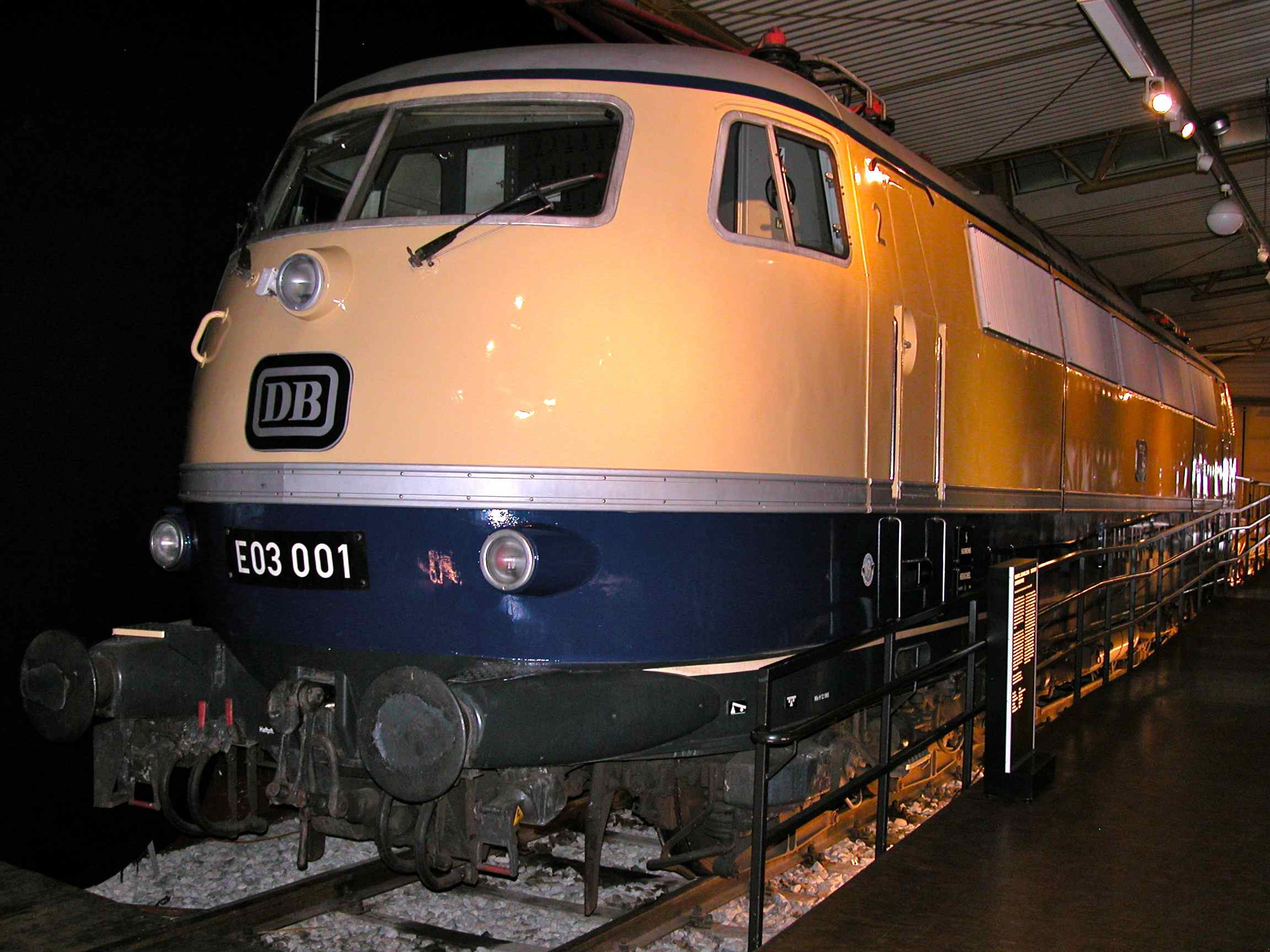
E 03 001 in Kobaltblau/Beige im Verkehrsmuseum Nürnberg
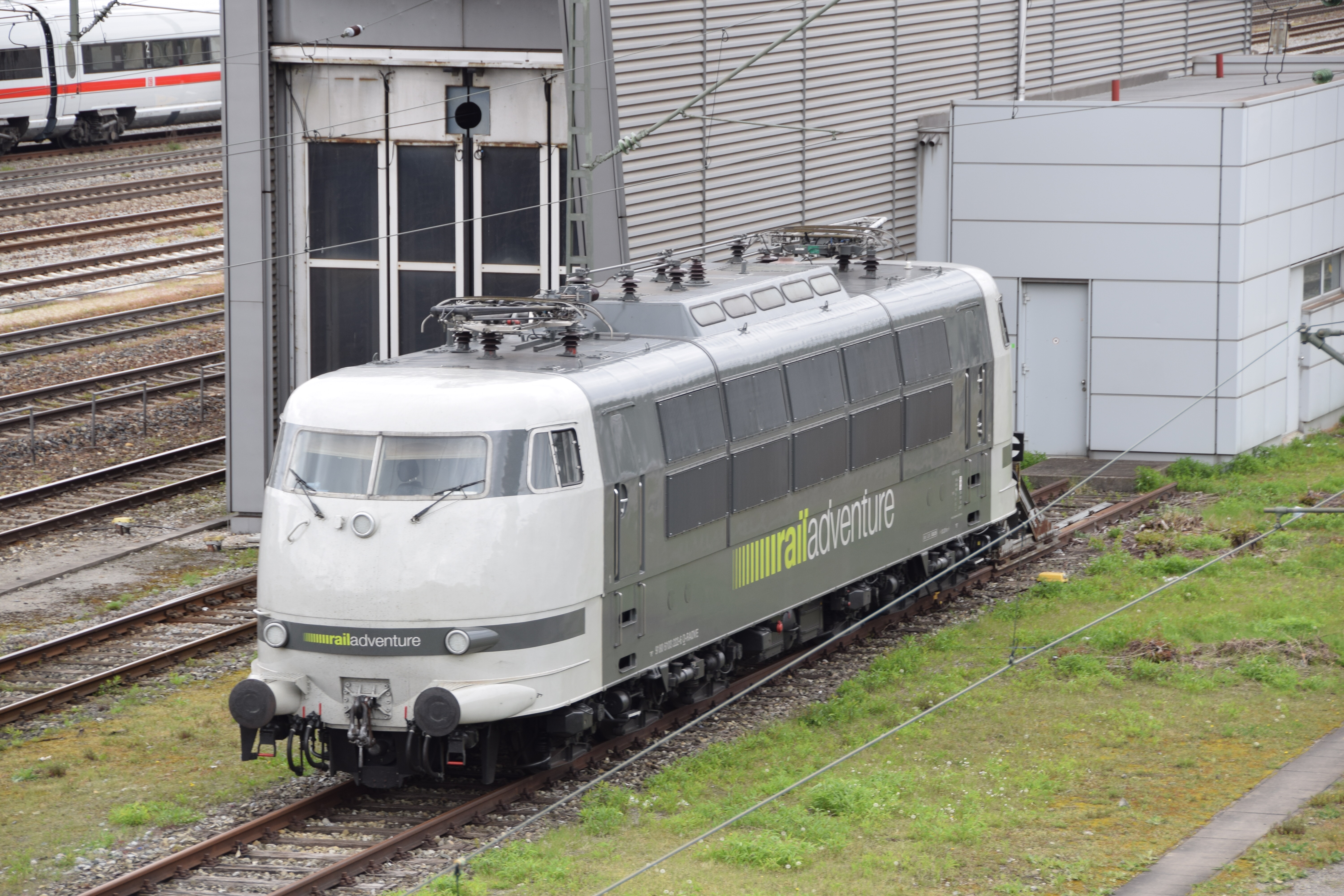
103 222 in Farbgebung von RailAdventure

### Noch erhaltene Lokomotiven
Seit Fahrplanwechsel im Dezember 2016 befindet sich keine 103 mehr im Plandienst der Deutschen Bahn. Obwohl der überwiegende Teil der Fahrzeuge inzwischen ausgemustert und verschrottet wurde, blieben mehrere Exemplare in Eisenbahnmuseen oder bei Privatbahnen erhalten. Bei derzeit betriebsfähigen Fahrzeugen ist die Loknummer fett dargestellt, bei fahrfähigen Lokomotiven (ohne gültige HU) kursiv.
| Betriebsnummer | Verbleib |
| -------------- | --- |
| E 03 001       | wurde nach Fristablauf als letzte noch betriebsfähige Vorserienlok am 10. November 2006 für kurze Zeit an das DB Museum Koblenz-Lützel überstellt. Anschließend war sie in der Fahrzeughalle II des DB Museums Nürnberg ausgestellt. Im März 2014 erhielt die Lok auf Initiative einer Modellbahnhändler-Vereinigung für vier Wochen eine Folierung in der ursprünglichen TEE-Rheingold-Farbvariante kobaltblau/beige. Anschließend wurden die Folien wieder entfernt. Seit Sommer 2016 ist die Lok im DB Museum Koblenz-Lützel beheimatet, nach Fertigstellung ihrer Hauptuntersuchung zum 22. Mai 2018 steht sie dem DB Museum seitdem wieder betriebsfähig zur Verfügung. Im Rahmen der HU erhielt sie dabei u. A. auch die LZB-Ausrüstung der 103 235. |
| E 03 002       | wurde optisch aufgearbeitet an einen Privatmann verkauft und in den Freizeitpark Spatzenpark (Lage) in Herrnried überführt. 2024 Verkauf an die Bayernbahn, Abtransport mit dem Ziel Bayerisches Eisenbahnmuseum. Die Lok wurde im Sommer 2024 äußerlich aufgearbeitet und ist auf dem Museumsgelände ausgestellt. Eine betriebsfähige Aufarbeitung ist aufgrund der hohen Kosten zunächst nicht geplant. |
| E 03 004       | befindet sich im Bahnbetriebswerk Lichtenfels, wurde 2006–2011 in den Auslieferungszustand zurückgebaut. |
| 103 101-2      | ist seit Anfang 2013 im Besitz des DB-Museums und kann im Eisenbahnmuseum in Darmstadt-Kranichstein besichtigt werden. Sie ist die einzige noch in Orientrot lackierte Lok unter den erhaltenen Vertreterinnen ihrer Baureihe. |
| 103 113-7      | stand schon im DB-Museum Koblenz, wurde reaktiviert und ging im Januar 2013 in den Besitz von DB Fernverkehr und war in Frankfurt beheimatet. Sie wurde wieder vor Regelzügen eingesetzt. Sie hat einen roten Rahmen. Ab Fahrplanwechsel Dezember 2015 in München und auch von dort aus eingesetzt, seit 30. März 2017 wieder im DB-Museum in Koblenz. |
| 103 132-7      | war seit 2018 im Eigentum der TRI Train Rental GmbH, zuvor stand sie im Besitz des DB Museums. Die Lokomotive war zuletzt in München und diente als Ersatzteilspender für die Loks 103 113, 103 235 und 103 245. Sie wurde am 28. Oktober 2009 nach Dessau überführt und dort hinterstellt. Seit Ende 2018 befand sich die Lokomotive im Ausbesserungswerk Dessau zur Befundung. Im Jahr 2021 wurde die Lokomotive im Tausch für 103 224 an das DB Museum zurückgegeben und soll durch TRI optisch aufgearbeitet werden. |
| 103 136-8      | ist an das BEM Nördlingen verkauft worden und kann dort besichtigt werden. Im Jahr 2018 wurde sie erstmals seit Jahren im Gelände des BEM mit eigener Kraft bewegt. Eine betriebsfähige Aufarbeitung ist dem Vernehmen nach angedacht. |
| 103 167-3      | ist seit Anfang 2013 im Besitz des DB Museums und in der Lokwelt Freilassing abgestellt. |
| 103 184-8      | ist bereits seit dem 18. Januar 2002 im Bestand des DB Museums aufgeführt und erhielt im gleichen Jahr einen Neuanstrich in purpurrot/elfenbein mit altem DB-Emblem an den Führerständen sowie die Beschriftung DB Museum Historische Verkehre. Die Lok kam mit dem TEE (Trans Europ Express) quer durch Deutschland zum Einsatz. Betreut wurde sie durch die Bahn-Werkstatt in Frankfurt am Main und ist dort beheimatet gewesen. Die Lok hat zudem für Fahrten in der Schweiz einen speziellen Stromabnehmer erhalten, inzwischen kann sie dort nicht mehr fahren. Im Januar 2013 wurde sie von DB Fernverkehr übernommen. Seit März 2012 ist sie wegen abgefahrener Radsätze nicht einsatzfähig, ihre Frist lief im Juni 2013 ab. Am 11. Juni 2013 wurde sie ins Eisenbahnmuseum Darmstadt-Kranichstein überführt und zusammen mit 103 101 abgestellt. Am 19. November 2013 erfolgte eine Überführungsfahrt ins Werk Frankfurt-Griesheim. Die Zukunft ist derzeit ungewiss, so ist beispielsweise die Nutzung als Ersatzteilspender für 103 113 und 103 235 im Gespräch. Der momentane Standort ist das Bw Lichtenfels.                                                                  |
| 103 197-0      | wurde 2003 an einen Privatmann aus Köln verkauft. Sie wurde nicht zugänglich im Kölner Stadtteil Bickendorf abgestellt. Vor dem Verkauf wurde sie im DB-Werk Opladen als Konferenzraum hergerichtet und genutzt. Bis auf den Führerstand 2 ist sie komplett entkernt und darüber hinaus in einem Blauton lackiert. Mitte Dezember 2006 wurde die Lok ebenfalls in den Spatzenpark überführt. Dort hat sie einen Neulack in der TEE-Lackierung erhalten. Ein Verkauf über eBay durch den Spatzenpark scheiterte, da die Lok dort keinen Käufer fand. Mittlerweile ist die Lok aber doch verkauft und nicht mehr im Spatzenpark. Seit 2016 befindet sie sich im Bw Altenbeken bei der Deutschen Privatbahn. Während einer Überführung am 19. September 2020, mit dem Ziel Horb am Neckar, entgleiste die Lok am Bahnhof Solingen. |
| 103 220-0      | ist der „Paradiesvogel“ der Baureihe. Wegen ihrer bunten Touristikzug-Lackierung war und ist sie bei Eisenbahnfreunden ein begehrtes Fotoobjekt. Seit 2003 stand sie im Eisenbahnmuseum Neustadt/Weinstraße. Die Lok ist innerlich vollständig erhalten, ihre Radsätze sind jedoch auf Grenzmaß abgefahren. Sie ist seit Anfang 2013 im Besitz des DB Museums und wurde ab Mai 2014 im DB Museum Koblenz gezeigt. Nach Erneuerung ihrer auffälligen Lackierung kam sie ins Südwestfälische Eisenbahnmuseum Siegen. Seit 2021 befindet sie sich im Verkehrsmuseum Nürnberg. |
| 103 222-6      | (nach wie vor zugelassen bis 280 km/h, Drehgestelle von 103 118, die danach noch E03 003 gehörten) war zunächst für das Forschungs- und Technologiezentrum Minden (FTZ) deutschlandweit bei Versuchs- und Messfahrten im Einsatz. Zum 30. November 1989 war sie aus dem regulären Fahrzeugbestand ausgeschieden und in 750 003 umgezeichnet. DB Systemtechnik als Nachfolger des FTZ setzte diese Einsätze fort und hat die Stationierung der Lok in Minden beibehalten. 2005 wurde sie wieder in 103 222 umgezeichnet. Im Jahr 2015 wurde 103 222 für 551.000 € an RailAdventure versteigert. 2015 hat die Maschine erneut eine Hauptuntersuchung mit Neulackierung im Corporate Design von RailAdventure im Werk Dessau erhalten. Ihre Nachfolgerin bei DB Systemtechnik ist 182 506, eine Lokomotive des Typs „Taurus“. Hauptuntersuchung im Januar 2023 abgelaufen |
| 103 224-2      | war – als Dauerleihgabe an einen Privatmann – längere Zeit im DDM Neuenmarkt zu besichtigen, ehe sie eine Zeitlang im Bw Glauchau hinterstellt war. Sie war von Anfang 2013 bis 2021 im Besitz des DB Museums. Seit 2014 befand sie sich dann wieder im DDM Neuenmarkt, wo sie im Depot hinterstellt war. Seit dem 22. April 2016 gehörte sie zu den im dortigen Freigelände ausgestellten Fahrzeugen des DB Museum Nürnberg. Im Jahr 2021 wurde bekanntgegeben, dass die Lok, im Tausch für 103 132, der TRI Train Rental GmbH überlassen wurde. TRI plant die Lokomotive im Ausbesserungswerk Dessau betriebsfähig aufzuarbeiten. |
| 103 226-7      | ging ebenfalls als Dauerleihgabe an den Lokomotiv-Club 103. Die hervorragend aufgearbeitete und gepflegte Lok ist fahrfähig, darf aber aufgrund fehlender Hauptuntersuchung nicht aus eigener Kraft auf freier Strecke fahren. Sie ist seit Anfang 2013 im Besitz des DB Museums. Derzeit im Ringlokschuppen in Siegen abgestellt. Aufgrund der Schließung des Südwestfälischen Eisenbahnmuseum Siegen ist die Lok seit März 2020 nicht mehr für die Öffentlichkeit zugänglich. |
| 103 233-3      | befindet sich heute im DB Museum in Koblenz-Lützel. Besonders bei 103 233 ist die Vielfalt ihrer Lackierungen. 1973–1996 TEE-Lack (purpurrot/elfenbein), 1996–2000 orientrot mit weißem „Latz“. Im Sommer 2000 spendierte der Modellbahnhersteller Roco der Lok das DB AG Corporate Design verkehrsrot mit lichtgrauem Balken. Damit ist sie die einzige 103er die diese Lackierung bis heute erhielt. Durch einen notwendigen Austausch von Betriebsflüssigkeiten ist eine Fahrt aus eigenem Antrieb momentan jedoch nicht möglich. Außerdem wurden die Batterien entfernt, sodass auch ein Aufrüstvorgang nicht mehr möglich ist. |
| 103 235-8      | war im Bestand von DB Fernverkehr Frankfurt und wurde bis Dezember 2014 vor planmäßigen InterCity-Zügen auf der Strecke zwischen Stuttgart und Münster zusammen mit 103 113 eingesetzt. Die Lok gehört seit Januar 2015 zum Bestand des DB Museum in Koblenz-Lützel. Fristablauf war im Februar 2015. Sie diente als Teilespender für E 03 001 (LZB), wird aber weiterhin fahrfähig in Koblenz-Lützel erhalten bleiben. |
| 103 245-7      | ist die letztgebaute 103 und gehört ebenfalls dem DB Museum. Sie übernahm ab 2013 planmäßig ein InterCity-Zugpaar zwischen Nürnberg–München sowie Sonderleistungen, z. T. auch nach Österreich. Seit Herbst 2014 verkehrte sie planmäßig mit einem InterCity-Zugpaar zwischen München und Ulm. Seit Fahrplanwechsel 2016/17 wird die Lok nicht mehr planmäßig eingesetzt. Eigentlich sollte die Lok Ende April 2017 an das DB Museum überführt werden, stand aber zunächst längere Zeit im Bw München Hbf abgestellt. Die Lok wird vom Münchener Lokomotiven Verein betreut. Die Lok wurde aus dem Bestand der DB gestrichen, wird aber seit dem 10. August 2017 dort wieder im Bestand geführt. 2018 (Stand März 2018) war die Lok aufgrund abgefahrener Radsätze nicht einsatzfähig. Im Jahr 2019 wurde die Maschine ins Ausbesserungswerk Dessau überführt, wo sie ausgeachst wurde und nun auf Hilfsdrehgestellen auf neue Radsätze wartete. Die Lok war zuletzt DB Fernverkehr München zugewiesen und ging am 4. März 2020 endgültig in den Bestand des DB Museums über. 103 245 steht dem DB Museum Koblenz-Lützel als betriebsfähige Lokomotive für den TEE-Rheingold zur Verfügung. |

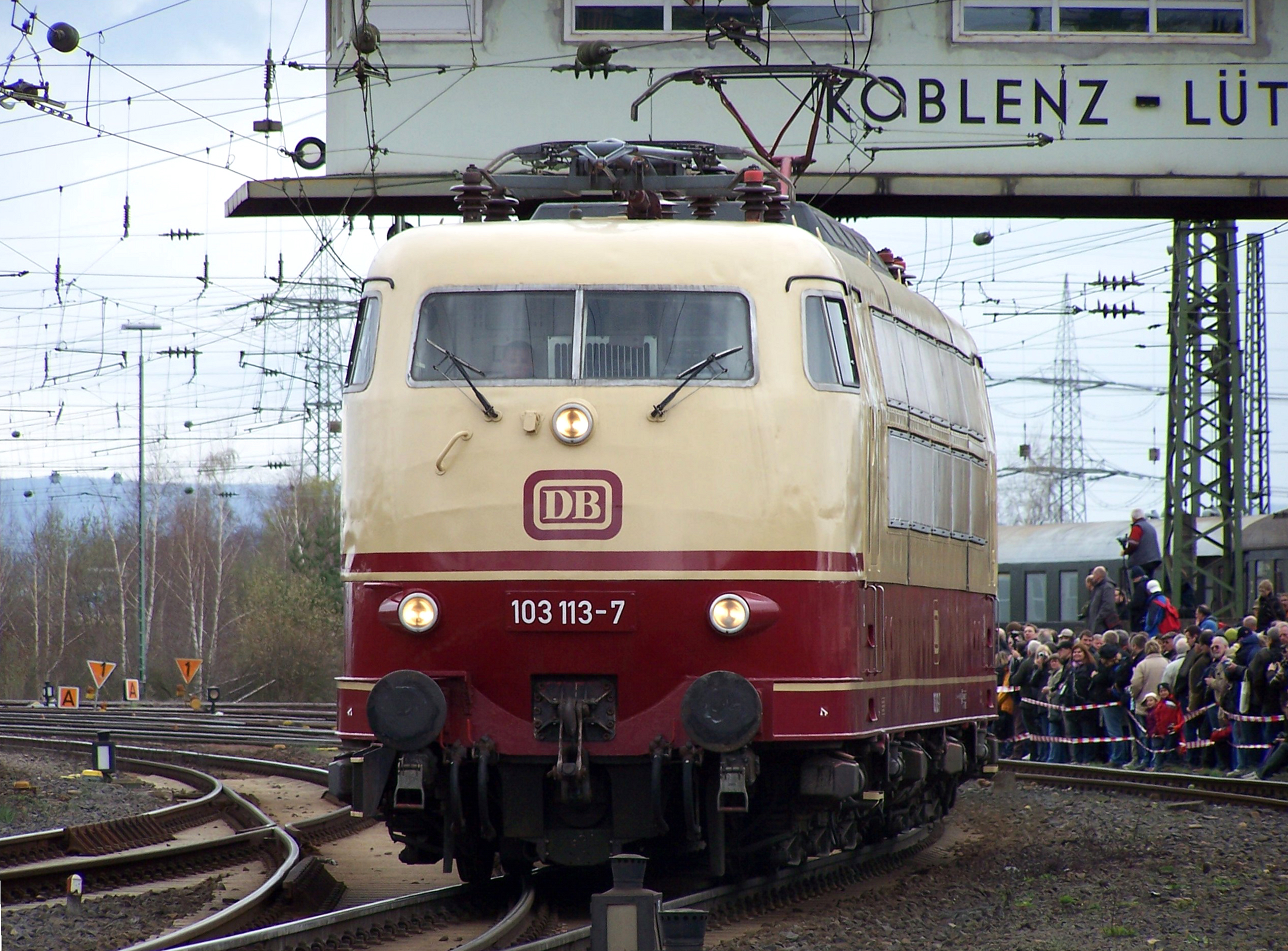
103 113 bei einer Fahrzeugparade des DB Museums Koblenz (April 2010)
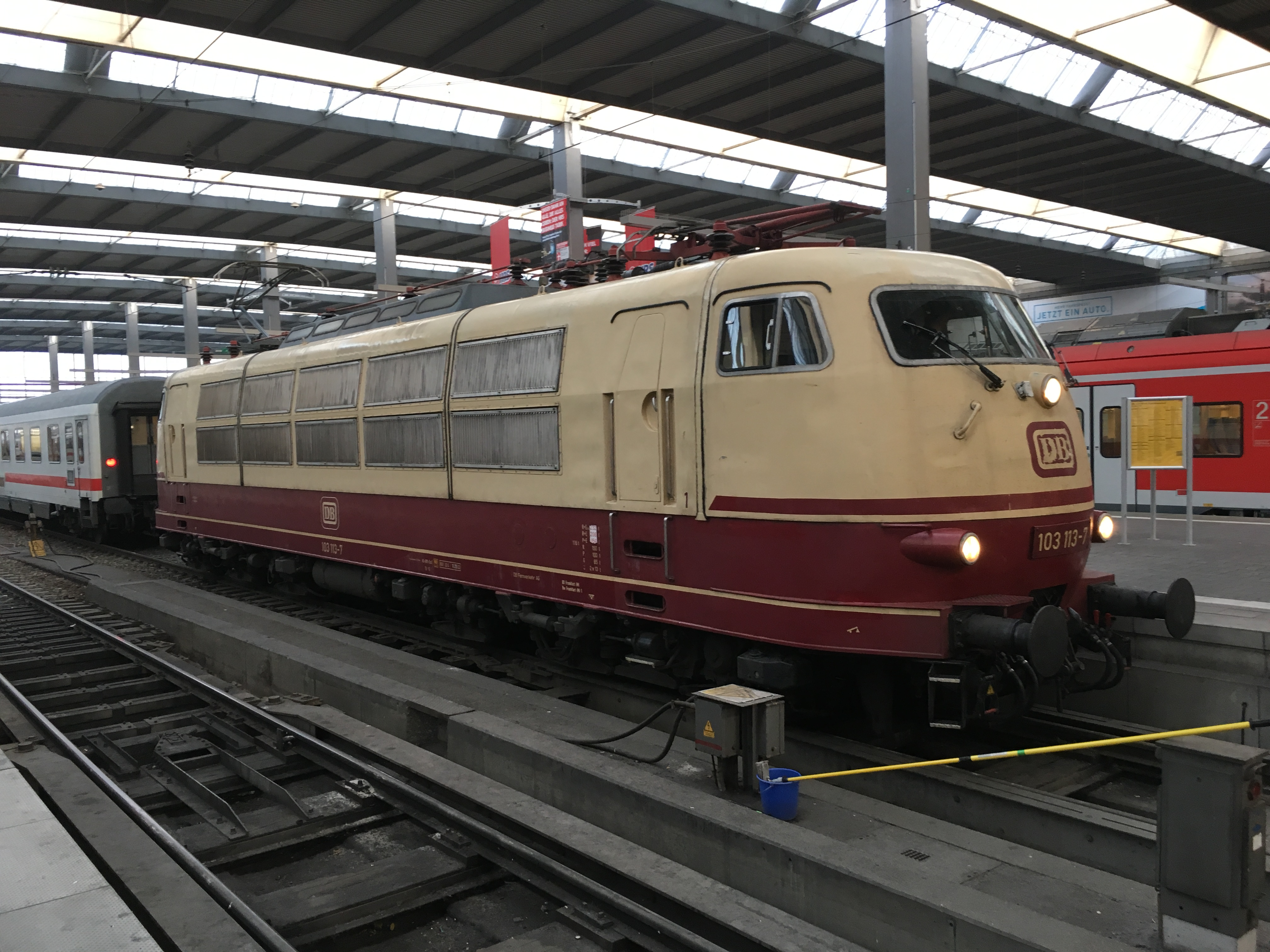
103 113 in München Hauptbahnhof im Linienverkehr (September 2016)
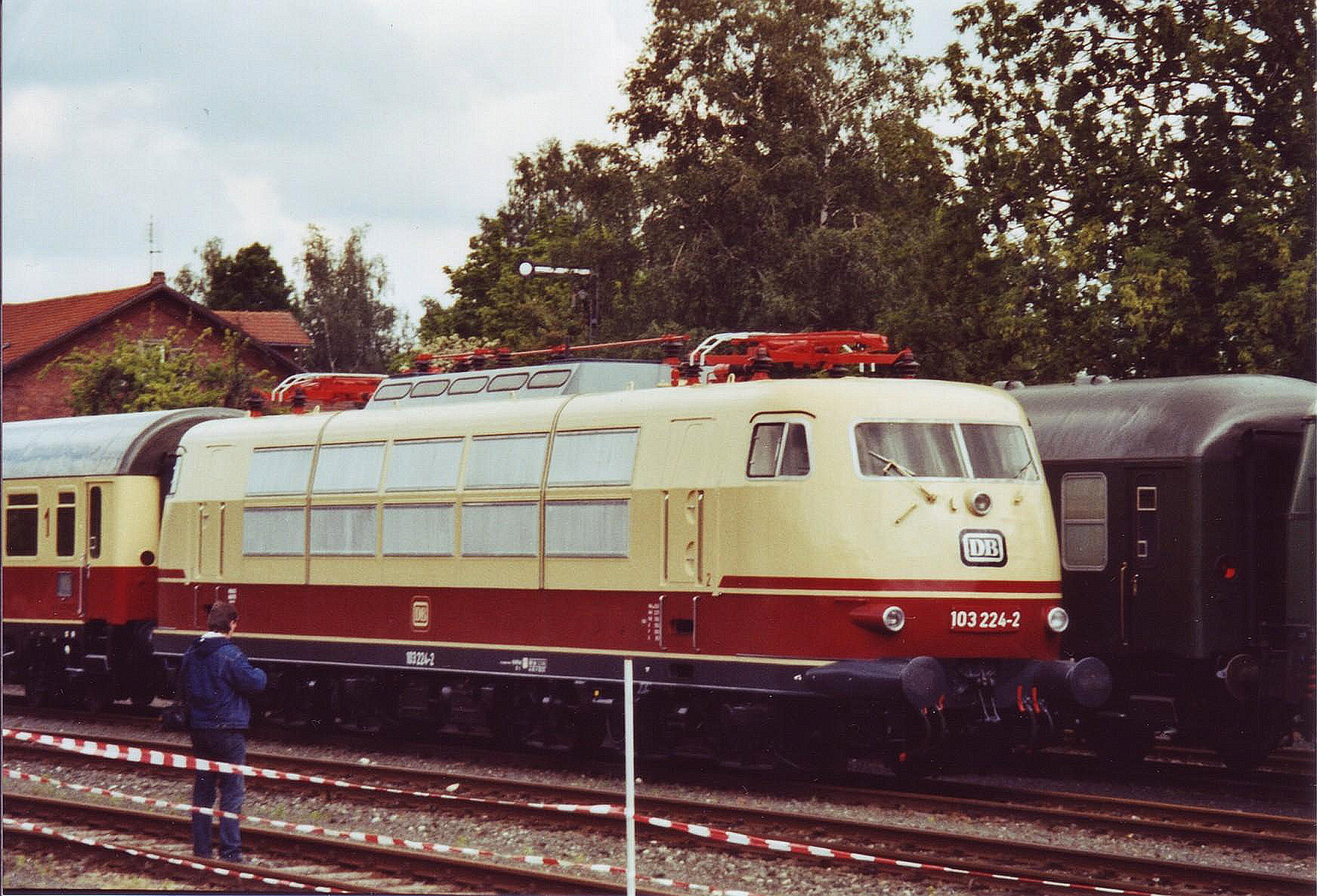
103 224-2 im Deutschen Dampflokomotiv-Museum in Neuenmarkt (Juni 2006)
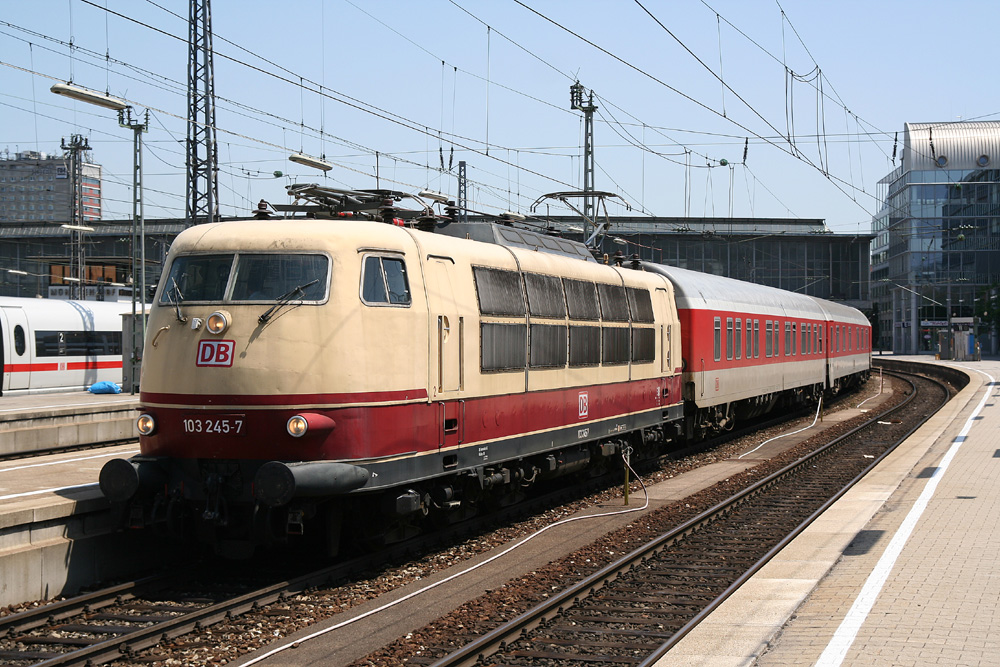
103 245-7 mit einem Autozug nach Salzburg in München Hbf (Juni 2007)
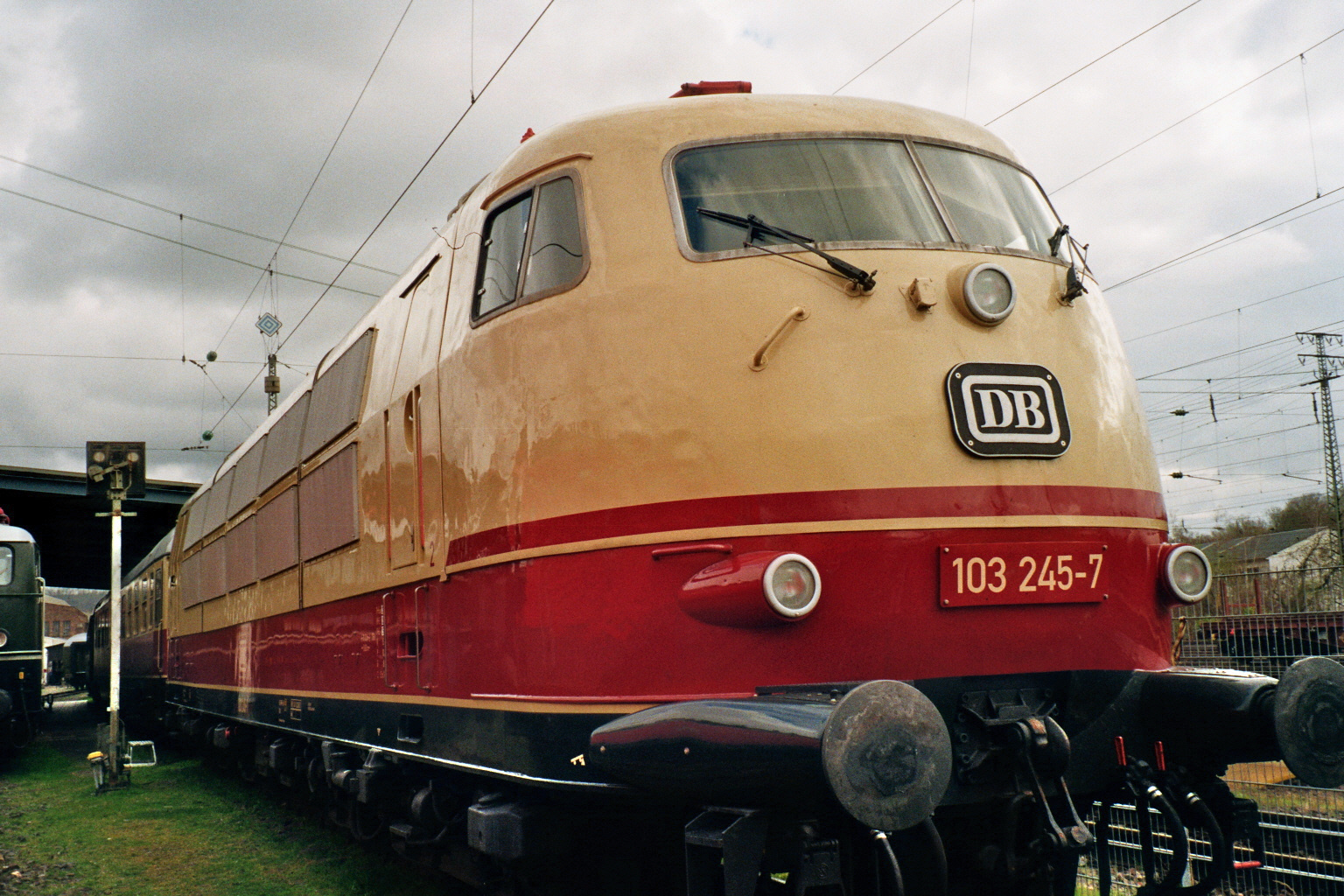
103 245-7 im DB Museum Koblenz mit TEE-Wagen (März 2024)

## Einsatzgeschichte

### Erste Jahre
Die 103er zogen ab 1971 hauptsächlich die neuen einklassigen InterCity-Züge, aber auch die komfortablen einklassigen TEE-Züge von 1972 bis zu deren Einstellung oder Ersatz durch den EuroCity 1987, darunter den berühmten Rheingold. Eine weitere wichtige Aufgabe der 103 war ab 1971 das Befördern von Nachtzügen für Bahnpost auf der Nord-Süd-Achse. Die Serienlokomotiven übernahmen ab 1974 nahezu alle InterCity-Züge.
Bis 1977 durfte nur mit maximal 160 km/h gefahren werden, denn die Strecken waren noch nicht für die Höchstgeschwindigkeit der 103 ausgelegt. Die Züge forderten mit ihren vier bis fünf Wagen die Leistungsfähigkeit der Lokomotiven nicht in vollem Umfang. Es kam in den ersten Jahren zu herben Rückschlägen:
- Am 21. Juli 1971 ereignete sich der schwere Eisenbahnunfall von Rheinweiler. Die halbautomatische Geschwindigkeitssteuerung der Loks, bestehend aus der Automatischen Fahr- und Bremssteuerung (AFB) und der Linienzugbeeinflussung (LZB), machte man für die Katastrophe mitverantwortlich: Vermutlich gegen den Willen des Triebfahrzeugführers hatte die Steuerung den Zug statt auf 120 km/h auf 140 km/h beschleunigt, was den Triebfahrzeugführer außer Stande versetzte, den Zug vor dem engen Gleisbogen vor Rheinweiler auf die zulässige Geschwindigkeit von 75 km/h abzubremsen. Hierdurch verlor der Zug die Gleisführung und zerstörte mehrere Häuser unterhalb des Bahndammes. Die Lok 103 106 stürzte in eine Baugrube, wurde schwer beschädigt und deshalb noch am Unfallort zerlegt.[EJ S 14] Die anschließende Untersuchung des Unglücks hatte zur Folge, dass man die Benutzung des AFB vorübergehend untersagte, bis technisch Abhilfe geschaffen wurde.[EJ S 14][11][12]
- Im Winter 1971/72 verursachten die Stromabnehmer der neuen 103.1 Oberleitungsschäden bei der Bundesbahn und in Österreich. Die Stromabnehmer der Bauart DBS 54a mit Wanisch-Wippe fädelten bei Seitenwind ein und rissen so bei höheren Geschwindigkeiten gelegentlich die Fahrleitungen herunter. Unter „einfädeln“ versteht man, dass die Schleifbügel seitlich zwischen Fahrdraht und Tragseil rutschen. Der von Bremen nach Wien durchlaufende TEE Prinz Eugen wurde in Österreich zu dieser Zeit spöttisch mit dem Beinamen „Prinz Eugen, der edle Reißer“ versehen.[EJ K 12] – Abhilfe schaffte man sich zunächst mit Stromabnehmern der Normalbauart, konnte mit diesen aber nur 160 km/h fahren. Die endgültige Lösung brachten die neuen Einholm-Stromabnehmer der Bauart SBS 65, welche bei der DB-Baureihe 111 erstmals eingesetzt wurden. In einigen Fällen wurde zwischen der 103 und neueren 111 die Stromabnehmer getauscht.[EJ S 15]

Trotzdem wurden die 103 zu dieser Zeit die Loks mit der höchsten Laufleistung in Deutschland. Sie galten als teuer und sollten deshalb ständig fahren, damit sich die hohen Kosten für ihre Unterhaltung rechnen. Um Lücken aufzufüllen, fuhr die Bahn mit ihnen Eil- und Nahverkehrszüge, gelegentlich in Tagesrandlagen sogar Güterzüge. Es wurden durchschnittlich zwischen 35.000 und 42.000 km pro Monat gefahren, im Jahr etwa 350.000 km. Daher hält die 103 heute noch den Rekord der höchsten erbrachten Laufleistung in Deutschland: Die 103 157 fuhr im Juli 1972 an 31 Betriebstagen 50.251 km. Dies entspricht einer Durchschnittsgeschwindigkeit von 67,5 km/h inklusive aller Pausen.

### Die Intercity-Lokomotive

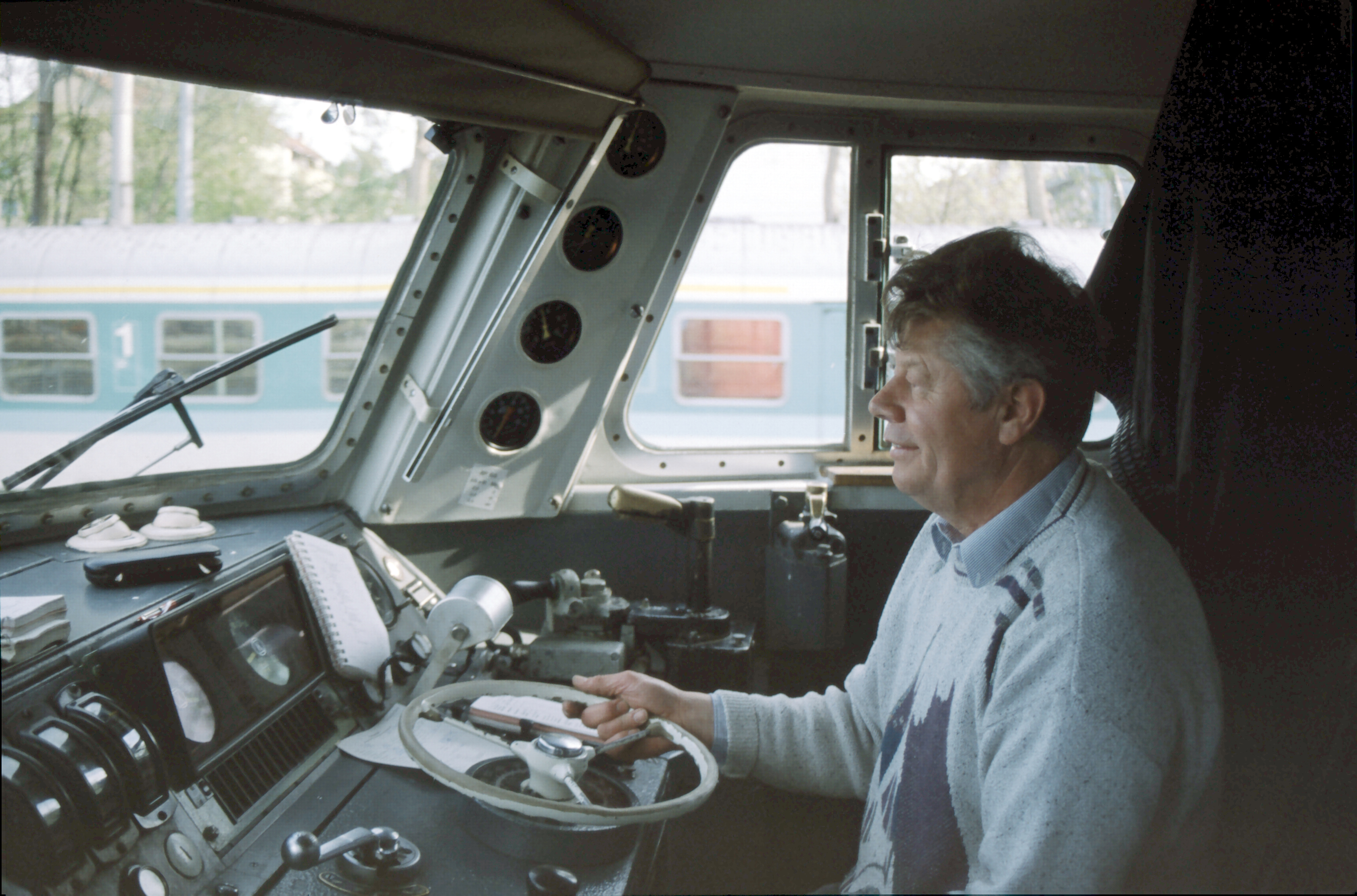
Lokführer im Führerstand der 103 155-8 mit IC 516 bei der Ausfahrt aus Mannheim Hbf im April 1997

Erst ab 1977 konnten die ersten Streckenabschnitte für 200 km/h reguläre Geschwindigkeit zwischen München-Augsburg-Donauwörth, Hannover-Uelzen und Hamburg-Bremen in Betrieb genommen werden. Die 103 konnte auf einzelnen Schnellfahrabschnitten erstmals im regulären Reisezugverkehr ihre zulässige Höchstgeschwindigkeit fahren. Frühere Fahrten über 160 km/h waren nur mit befristeten Ausnahmegenehmigungen möglich. 1979 änderte die Bundesbahn ihr Konzept für die InterCity-Züge. Es wurde die 2. Wagenklasse eingeführt, die Züge wurden auf elf bis vierzehn Wagen verlängert, was ein wesentlich höheres Zuggewicht ergab. Dennoch hielt die Bundesbahn an 200 km/h Höchstgeschwindigkeit fest, was die 103 ebenfalls bewältigte. Es wurde festgestellt, dass mit den vorhandenen 144 Loks nicht alle InterCity-Züge bespannt werden konnten. Wenn erforderlich, wurde sie durch die Baureihen 110, 111 und 112 ersetzt. Durch die stärkere Beanspruchung häuften sich die Schäden sowie die Reparaturarbeiten an den Lokomotiven. Trotzdem wurde 1985 die tägliche Fahrleistung von bisher 156 Zügen auf 183 Züge erhöht. Die durchschnittliche tägliche Fahrleistung lag bei über 1400 km.
Ihr Einsatz vor InterCity-Zügen, den seinerzeit schnellsten Zügen der DB mit ihrem verzweigten Liniennetz, brachte der Baureihe 103 durch ihre ständige Präsenz in den größeren Bahnhöfen einen hohen Bekanntheitsgrad ein, der durch ihr Erscheinen in der Print- und Fernsehwerbung der DB noch weiter gesteigert wurde. Vom breiten Publikum wurde sie mit den InterCity-Zügen gleichgesetzt und gelegentlich als InterCity-Lokomotive bezeichnet, was später zum Teil Eingang in die Literatur fand.
Ab dem Sommerfahrplan 1988 gingen die Zugleistungen der Baureihe 103 erstmals zurück, weil die ersten Serienexemplare der ebenfalls 200 km/h schnellen Baureihe 120 mit Drehstromantrieb in Dienst gestellt wurden. Diese kamen auf der ab 1988 schrittweise in den Regelbetrieb übernommenen neuen Schnellfahrstrecke Hannover–Würzburg zum Einsatz. Die zahlreichen Tunnel auf der Neubaustrecke setzten den Einsatz druckertüchtigter Fahrzeuge voraus, wozu die 103 nicht zählte. Mit der schrittweisen Einführung des Intercity-Express ab Mitte 1991 verlor der Intercity allmählich seinen Status als Spitzenprodukt der Deutschen Bahn, und damit sank die Bedeutung der Baureihe 103. Mitte 1988 lag der Schadbestand der 103-Flotte bei rund 30 Prozent. Bis zu 15 leistungsschwächere Ersatzlokomotiven fuhren an Stelle der ausgefallenen Lokomotiven der Baureihe 103. Als besonders störanfällig galt dabei die LZB-Ausrüstung der Fahrzeuge.

### Niedergang

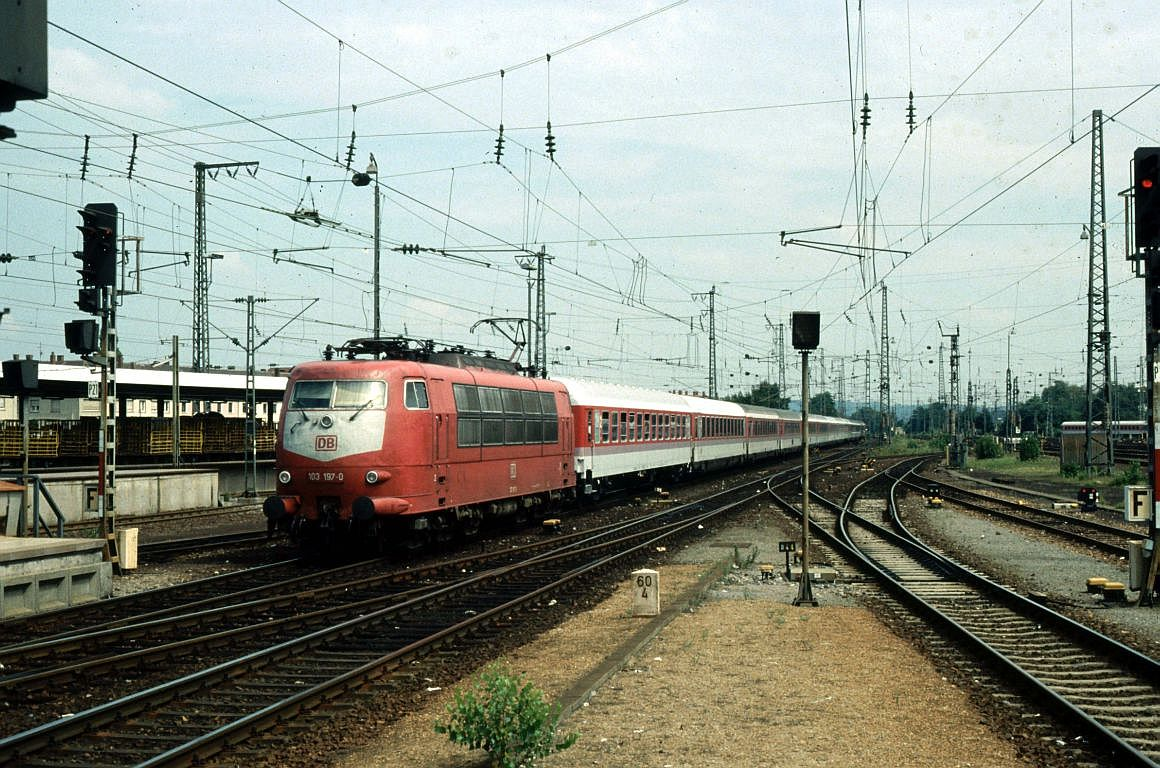
103 197 mit EuroCity und Wagengarnitur im orientroten/pastellvioletten Farbschema in Karlsruhe Hbf am 12. August 1995

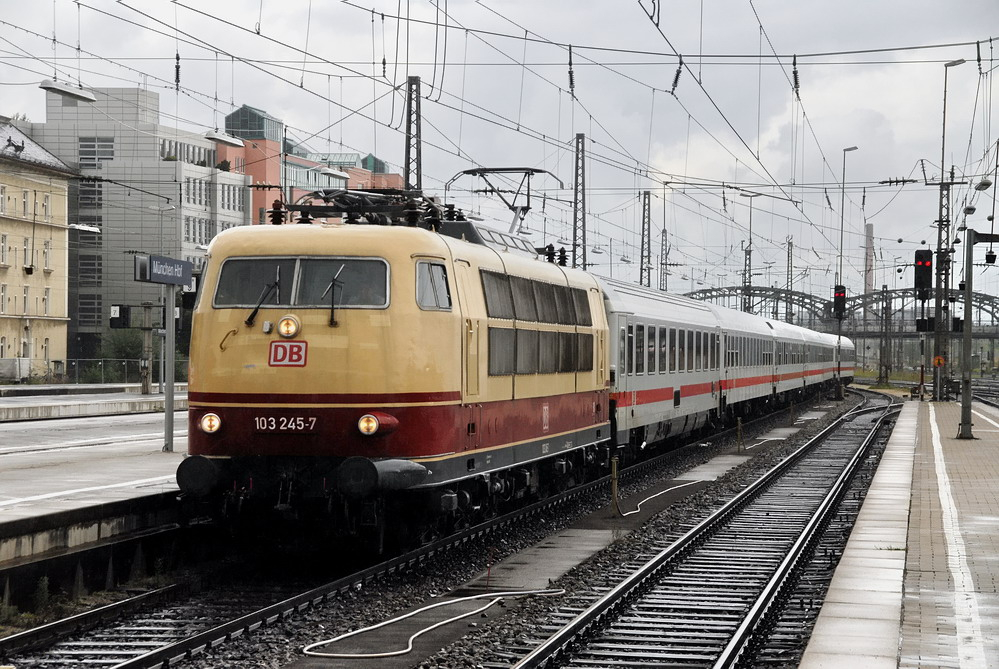
103 245 in München Hbf

In der Zeit der deutschen Wiedervereinigung ab Ende 1989 stützten die Lokomotiven noch einmal den Verkehr auf dem praktisch über Nacht größer gewordenen deutschen Fernbahnnetz. Ab Mai 1991 zogen sie den Lufthansa-Airport-Express von Frankfurt am Main nach Stuttgart, wofür die Lokomotive mit der Betriebsnummer 103 101-2 in den Farben der Lufthansa melonengelb/kieselgrau lackiert wurde. Einige Lokomotiven der Baureihe 103 konnten Anfang der 1990er Jahre im Stuttgarter Raum vor Güterzügen beobachtet werden. Durch die hohe Anfahrzugkraft von bis zu 312 kN war prinzipiell ein solcher Einsatz möglich, auch wenn die Lokomotiven u. a. von der Getriebe-Übersetzung her nicht optimal dafür ausgelegt waren.
Durch häufige Einsätze vor schweren InterCitys zeigten sich bei den meisten Maschinen zunehmend Verschleißerscheinungen wie zum Beispiel Risse an den Drehgestellrahmen oder defekte Fahrmotoren und Schaltwerke. Ursprünglich waren die Loks für den Einsatz vor einklassigen und damit leichteren Zügen konstruiert worden und nicht für die aus 10–14 Wagen (teilweise mehr) bestehenden zweiklassigen InterCitys, wie sie ab 1979 gefahren wurden. Außerdem zeigte das zumindest aus heutiger Sicht unglückliche Kostenoptimierungsprogramm DB 90 erste Wirkungen: Die Wartungsintervalle waren gestreckt worden und es wurde gefahren, bis tatsächlich Defekte auftraten und so die Ausfallzahlen fast schon zwangsläufig in die Höhe gingen. Die Tatsache, dass zum „Fahren auf Verschleiß“ übergegangen war, verstärkte den Effekt der InterCity-Einsätze zusätzlich und beschleunigte so den Niedergang der 103. Außerdem wurden die Maschinen zunehmend im Schienenpersonennahverkehr „missbraucht“: Die Mechanik der Baureihe 103 war als Schnellzuglok überkritisch ausgelegt, das häufige Anfahren oder Bremsen im Nahverkehr – und damit das häufige Durchfahren des Resonanzfrequenzbereiches – forderte hier seinen Tribut.
Ab 1992 musste die Höchstgeschwindigkeit einzelner Loks wegen schlechter Fahreigenschaften auf 160 km/h begrenzt werden. Die AFB wurde oft ausgebaut, weil die Automatik mitunter zwischen zwei Fahrstufen hin- und herschaltete, um die gewünschte Geschwindigkeit zu halten, und so Störungen verursachte. Denen wollte man mit minimalem Aufwand begegnen. Für die nächsten Jahre war dennoch aufgrund der von der Führung der Bahn verordneten Minimalwartung damit zu rechnen, dass die Instandhaltungskosten stark steigen würden. Ein Ersatz für die 143 Lokomotiven war kurzfristig erforderlich und machte eine Neubeschaffung nötig, da wegen der Wiedervereinigung Deutschlands und des Ausbaus von Schnellfahrstrecken in Ostdeutschland ohnehin ein Mangel an schnelllaufenden Elloks bestand.

### Ablösung und Ausmusterung

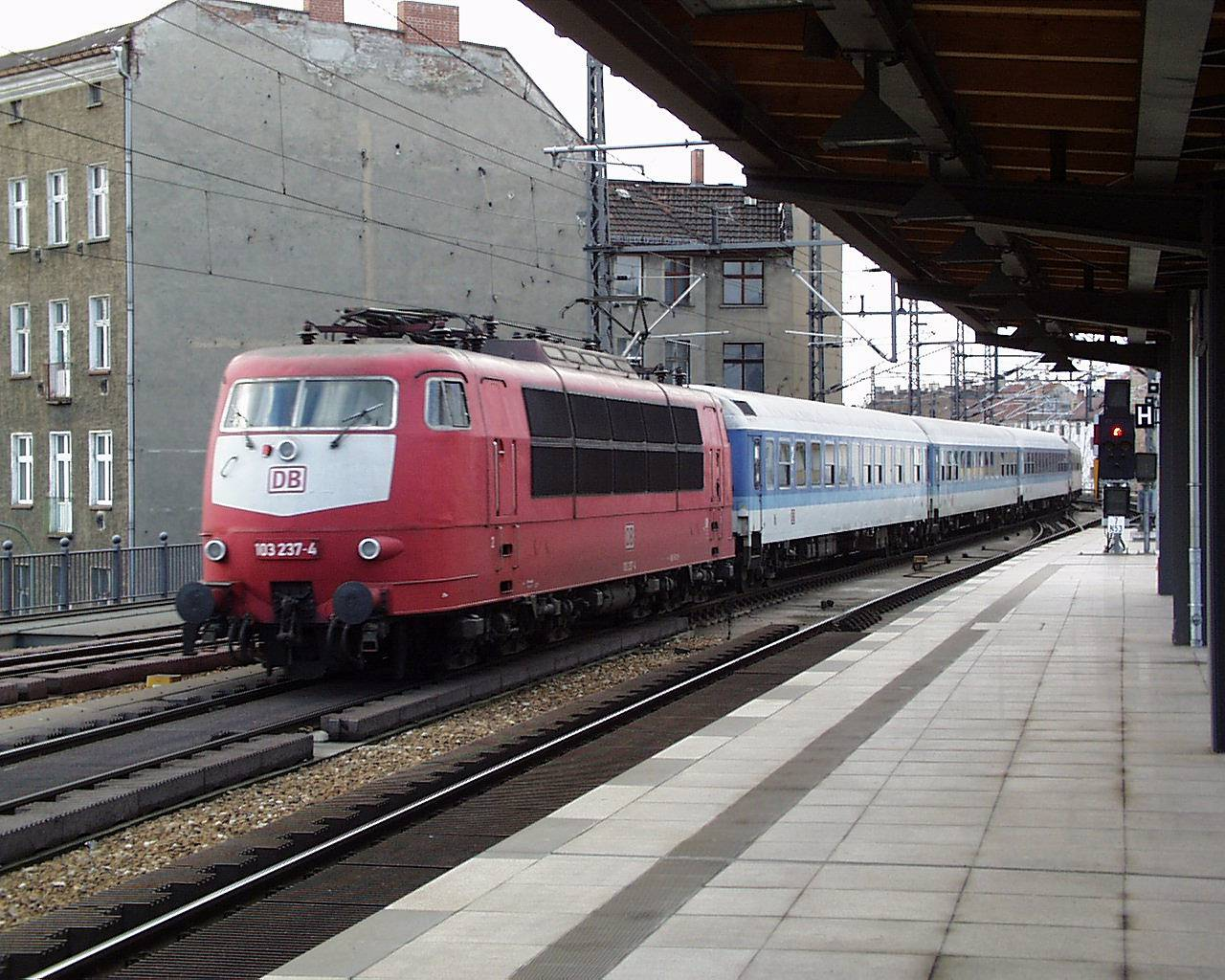
103 237-4 in der orientroten Farbgebung mit Interregio bei der Durchfahrt im Bahnhof Berlin Friedrichstraße am 18. Februar 2001

Die DB forderte von der deutschen Bahnindustrie Angebote für neue Hochleistungslokomotiven an. Ab 1996 wurde die neue Baureihe 101 (mit ebenfalls 145 Exemplaren wie die Serienlok der Baureihe 103.1) als ihre Nachfolgerin in Dienst gestellt. Die erfolgte Inbetriebnahme der Baureihe 101 brachte der 103 den Verlust von weiteren angestammten Aufgaben. Das Ende ihres Einsatzlebens zeichnete sich ab. Als universell einsetzbare Lok verdrängte die Baureihe 101 damit viele ältere Maschinen. Der ICE war neben der noch in Entwicklung befindlichen Drehstromlokomotive der Nachfolgebaureihe 101 mittelfristig dazu ausersehen, die 103 in ihrer angestammten Rolle abzulösen.
In jener Zeit kam neben den Intercitys das Ziehen von InterRegios sowie Schnellzügen als neue Aufgabe hinzu, was noch recht gut zu ihrer Auslegung passte, da diese Züge ebenfalls mit 200 km/h verkehrten und die Strecken nicht so viele Verkehrshalte aufwiesen. Der InterRegio-Fahrplan wurde in den folgenden Jahren immer mehr ausgedünnt, sodass die 103 wiederum ein wichtiges Einsatzgebiet verlor. Einige dieser Lokomotiven waren vermehrt vor Regionalzügen zu beobachten, was in Anbetracht ihrer konsequenten Auslegung für Schnellzüge alles andere als ein ideales Einsatzgebiet war und zu weiterem Verschleiß führte. Ein weitläufiger Einsatz im größeren Stil vor Regionalzügen scheiterte jedoch daran, dass die Baureihe 103 nicht mit einer Wendezugsteuerung versehen war und sich daher auf vielen Regionalstrecken nicht oder nur eingeschränkt verwenden ließ.
Einer der letzten größeren Einsätze erfolgte nach dem ICE-Unglück von Eschede am 3. Juni 1998. Damals bildete die 103 im Rahmen des Notfahrplans nach Eschede mit ICE-Ersatzzügen noch einmal das Rückgrat des deutschen Eisenbahn-Schnellverkehrs, nachdem sämtliche ICE-1-Züge zur technischen Überprüfung aus dem Verkehr gezogen worden waren.
Ab 1999 wurden alle noch im Reisezug-Einsatz befindlichen Loks der Baureihe 103 in die damals neu gegründete Tochtergesellschaft DB Reise & Touristik AG, heute DB Fernverkehr AG, überführt, in deren Bestand sie bis zum Ende ihres planmäßigen Einsatzes weitergeführt wurden.

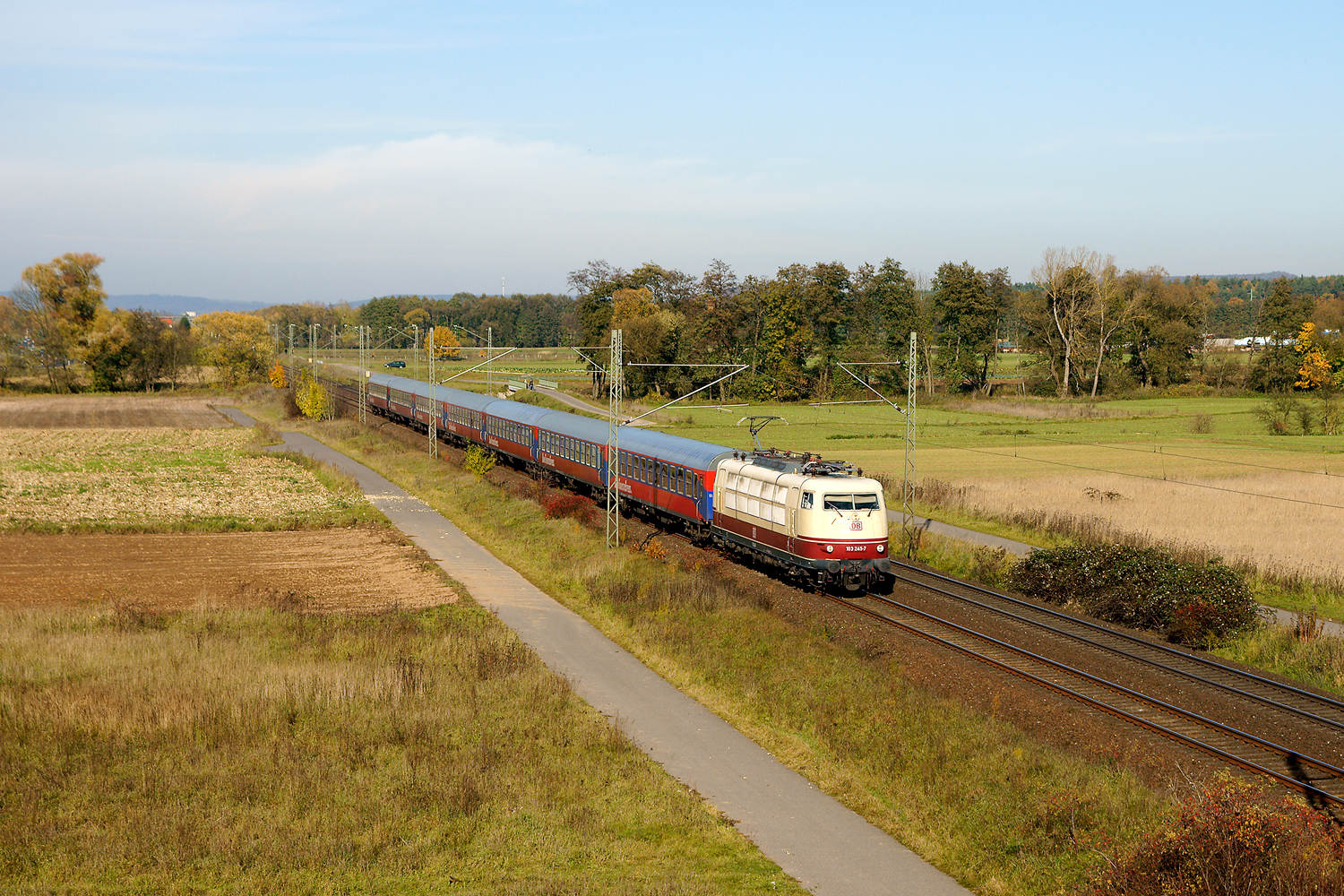
103 245 mit einem ICE-Ersatzzug auf dem Weg von Leipzig nach Nürnberg bei Hallstadt am 1. November 2008

Einen weiteren bedeutenden Einsatz fanden sie, als 2000 viele Sonderzüge zur Weltausstellung Expo 2000 nach Hannover gefahren werden mussten. Nachdem zahlreiche Expo-Sonderzüge ungenügend ausgelastet und deshalb im Sommer 2000 gestrichen worden waren, wurde die Ausmusterung zahlreicherer Lokomotiven der Baureihe 103 zum Fahrplanwechsel am 5. Dezember 2000 vorgesehen. Bis Juni 2001 sollten demnach alle 103er aus dem Betriebsdienst abgezogen werden. Ende 2000 waren noch 59 Maschinen im Bestand. Infolge angespannter Fahrzeugsituation wurden um Anfang 2001 mehrere z-gestellte Maschinen reaktiviert. Für den ab Juni 2001 gültigen Fahrplan wurden zunächst keine planmäßigen 103-Umläufe mehr konstruiert, aufgrund hohen Schadstands der Baureihen 101 und 120 schließlich jedoch ein zunächst bis 29. September 2001 gültiger Umlauf geschaffen. Ab 5. August 2002 übernahmen Maschinen der Baureihe 103 drei Plantage aus dem Umlauf der Baureihe 101, die Lokomotiven wurden dabei auf Interregio-Zügen zwischen Saarbrücken, Luxemburg und Münster eingesetzt.
Ein hoher Schadstand bei der Baureihe 101 führte dazu, dass Anfang 2003 mehrere Lokomotiven der Baureihe 103 in den Reisezugdienst zurückgeholt wurden. Davon betroffen war 103 167, die bereits dem DB-Museum übergebenen Maschinen 103 184, 103 233 und 103 245 sowie die den Werken Nürnberg und München als Betriebslokomotiven überlassenen Fahrzeuge 103 217 und 103 221.
Danach wurden sie immer seltener und verschwanden schließlich fast überall von den Schienen. Laufleistungen von 10 Millionen Kilometern waren durchaus üblich. Ab Mitte 2003 war praktisch keine Lokomotive der Baureihe 103 mehr im Plandienst, nachdem einige wenige noch als Reserveloks und für Sonderdienste (Überführung von Reisezugwagen, Sonderzugeinsätze usw.) verwendet worden waren. Die 103 184-8 zog im August 2003 als letzte Lokomotive dieser Baureihe einen planmäßigen Intercity.

### Weitere Verwendung
103 245 gelangte nach Ende der Planeinsätze zu DB Fernverkehr nach München, wo sie vor einigen Sonderzügen sowie planmäßigen RE-, IC-, EC- und Autozügen zwischen Nürnberg, Augsburg, Innsbruck, Salzburg und dem Brenner eingesetzt wurde.
Wegen der Radsatz-Probleme an den ICE-3- und ICE-T-Zügen 2008 und 2009 verkehrte 103 245 vor ICE-Ersatzzügen von München aus über Augsburg nach Nürnberg, vor dem Fahrplanwechsel im Dezember 2008 gelangte sie mit Ersatzzügen bis Leipzig. Von Januar 2009 bis 2011 wurde sie planmäßig an Wochentagen vor den Zügen CNL 482/483 zwischen München und Nürnberg eingesetzt.
Das Jubiläum 175 Jahre Eisenbahn in Deutschland sowie Fahrzeug- und Waggonengpässe führten dazu, dass die DB RegioNetz Verkehrs GmbH Profitcenter Nostalgiereisen im Auftrag von DB Fernverkehr ab dem 29. August 2010 mit dem IC 1806/1817 im Stil von 1979 zwischen Köln Hbf und Hamburg-Altona und ab dem 12. Dezember 2010 DB Fernverkehr mit dem IC 2410/2417 zwischen Köln und Flensburg die Loks 103 184 und 103 235 planmäßig vor IC-Zügen einsetzte. Zum Fahrplanwechsel im Dezember 2012 wurden diese Züge wieder eingestellt. Die 103 113 wurde als Reservelok für diese Verkehre 2011 hauptuntersucht.

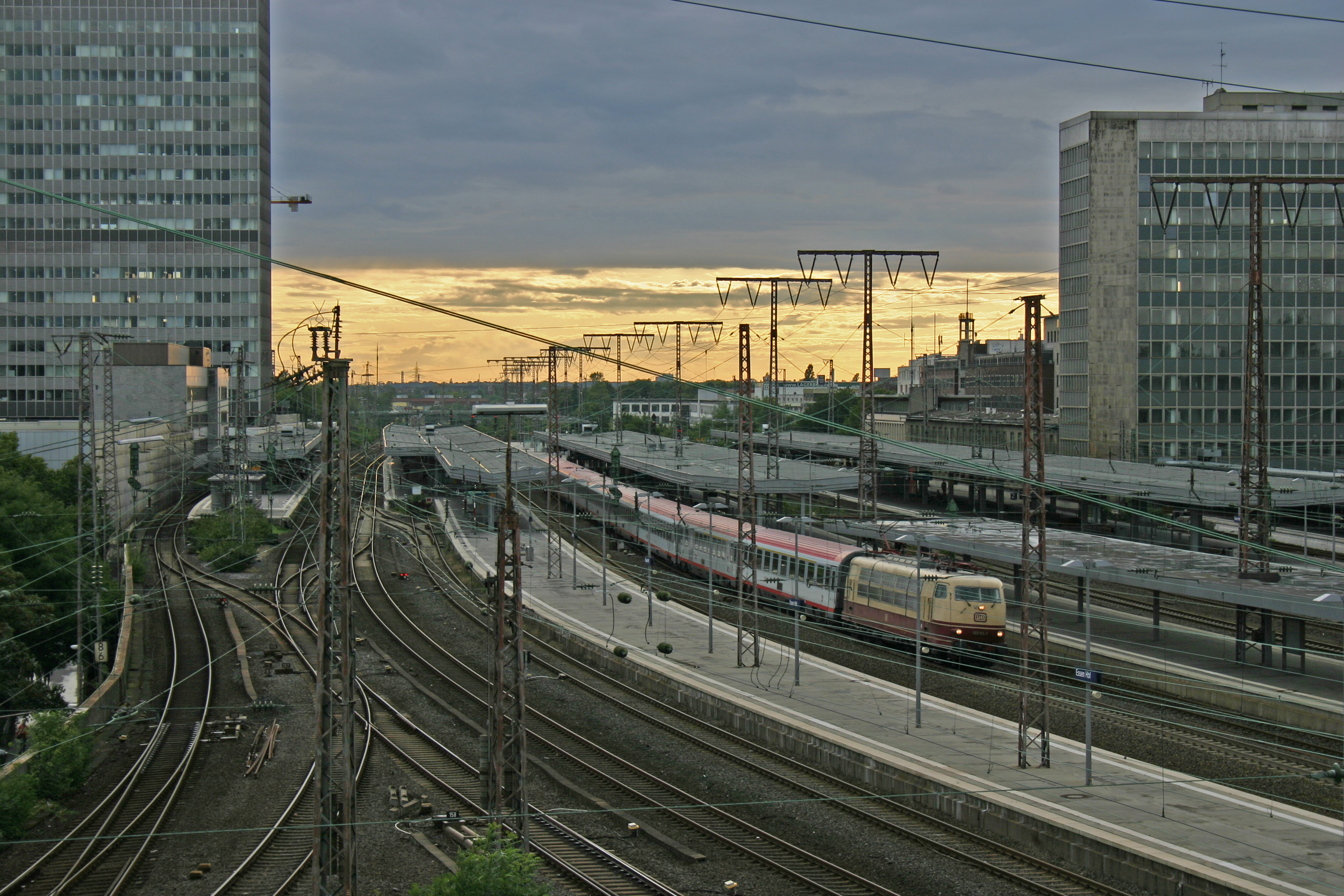
103 113 vor IC 118 in Essen Hbf, 2014

Seit dem Fahrplanwechsel im Dezember 2013 gab es beim Betriebshof Frankfurt wieder einen zweitägigen Umlaufplan für die Baureihe 103. In diesem Umlaufplan kamen die Maschinen 103 113 und 103 235 zum Einsatz. 103 245 vom Betriebshof München kam bis zum Fahrplanwechsel 2016/17 planmäßig vor Intercity-Zügen zwischen Nürnberg und München zum Einsatz. Seit Herbst 2014 übernahm sie planmäßig ein Intercity-Zugpaar zwischen München und Ulm.
103 113 und 103 245 werden mittlerweile vom DB Museum Koblenz für Sonderzüge eingesetzt. Die bis 280 km/h zugelassene 103 222-6 (früher bei DB Systemtechnik) ist mittlerweile im Einsatz bei RailAdventure. Museal erhalten sind 15 Lokomotiven, davon drei aus der Vorserie. 103 001 ist inzwischen wieder als E03 001 vor Sonderzügen im Einsatz. E03 002, die vier Wochen vor der E03 001 in Dienst gestellt wurde und die ersten vier Wochen die Schilder der E03 001 trug, befindet sich in Privatbesitz und wurde zum Verkauf angeboten.
Anlässlich des Jubiläums 175 Jahre Geislinger Steige wurden am 28. und 29. Juni 2025 jeweils vier Fahrten mit der E03 001 als Teil des bestellten öffentlichen Nahverkehrs durchgeführt. Damit handelt es sich um den bisher letzten Planeinsatz dieser Baureihe.

### Unfälle
Drei Lokomotiven mussten wegen Totalschadens nach Unfällen ausgemustert werden.
Das oben bereits erwähnte Zugunglück von Rheinweiler am 21. Juli 1971 war der erste Unfall, bei dem mit der 103 106-1 eine Lokomotive dieser Baureihe irreparabel beschädigt wurde.
Ein weiterer schwerer Unfall war im Februar 1972 die Kollision der 103 173-1 mit einer anderen Lokomotive in Kohlscheid. Sie wurde so schwer beschädigt, dass sie völlig neu aufgebaut werden musste. Sie erhielt daher die verlängerten Führerstände. Am 14. Dezember 1973 war die Reparatur abgeschlossen.
Am 6. März 1981 stieß im Bahnhof Tauberfeld an der Bahnstrecke München–Treuchtlingen ein Eilzug, der von der 103 125-1 gezogen wurde, mit einem anfahrenden Güterzug zusammen. Der Lokführer des Güterzugs hatte sein „Halt“ zeigendes Signal mit dem anderen Signal für das Durchgangsgleis verwechselt, das die Stellung „Fahrt“ für den Eilzug anzeigte. So fuhr die 103 der Güterzuglok 150 100 mit hoher Geschwindigkeit auf der Weiche in die Flanke, stürzte mit ihren Reisezugwagen eine 10 m tiefe Böschung hinunter und blieb auf dem Dach liegen, wobei der Lokführer starb. Während die 150 nur umstürzte, musste die 103 an Ort und Stelle zerlegt werden.
Die 103 198-8 ging am 4. August 1992 durch den Unfall von Neuwied mit einem Sattelschlepper, der von einer Brücke zwischen die Lok und den ersten Wagen stürzte, verloren. Sie war mit ihrem Intercity außerplanmäßig auf der rechten Rheinstrecke unterwegs.
Unfälle bei Geschwindigkeiten über 140 km/h wurden nicht bekannt.

## In den Medien

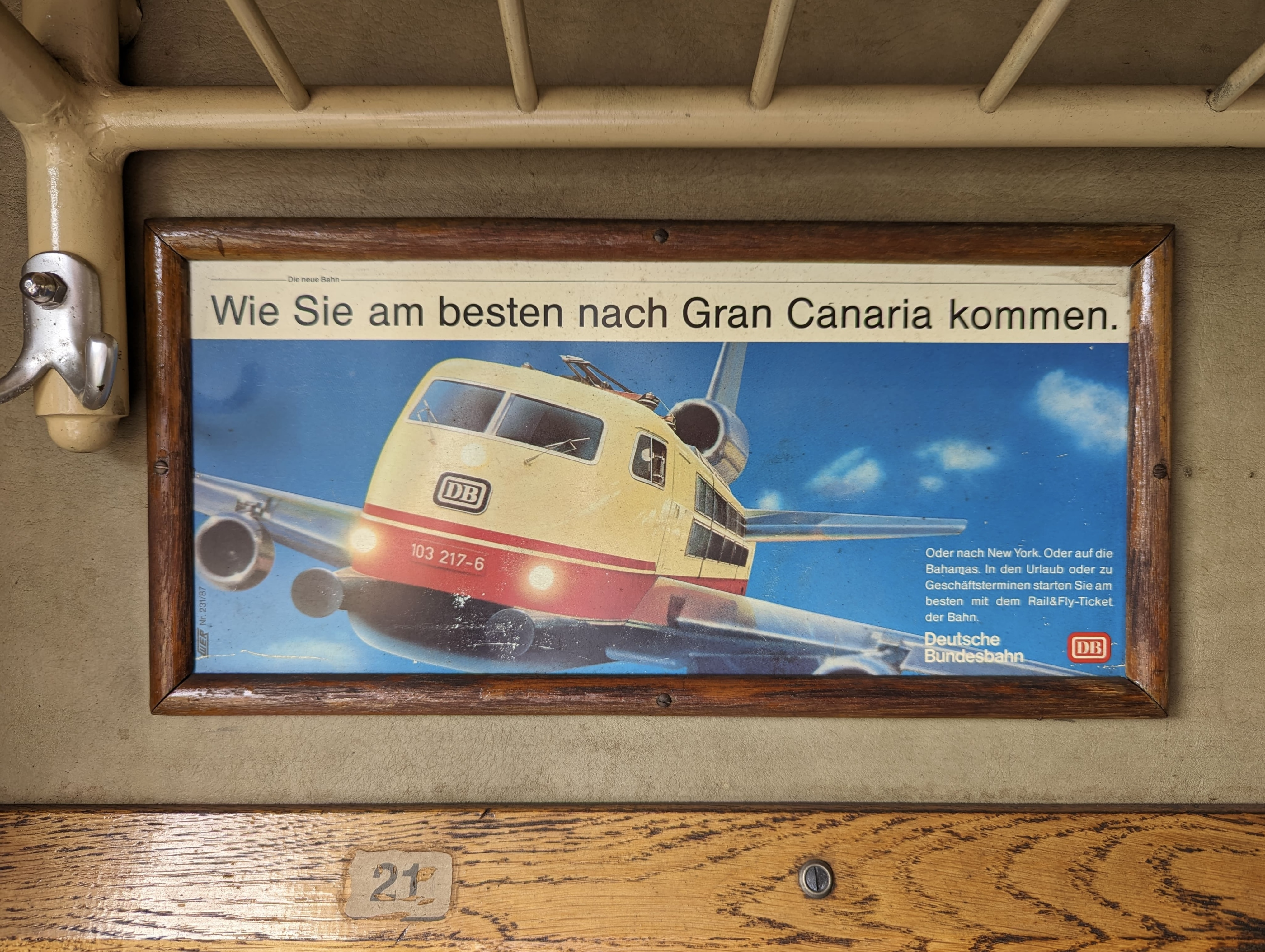
Werbung für Rail&Fly mit 103 217

Zum sehr großen Bekanntheitsgrad dieser Lokomotiven trug sowohl ihre Verwendung als Werbefigur als auch ihr Auftreten in der Fernsehwerbung der DB bei, in der die Baureihe 103 ganz bewusst als Zugpferd in Szene gesetzt wurde.
Seit den frühen 1970er Jahren wurde die 103 von der DB oft und gerne zu Werbezwecken herangezogen. Zahlreiche Pressefotos und Postkarten entstanden mit dieser Lokomotive. In vielen Bahnhöfen oder Fahrkartenausgaben hingen Bilder der 103. Zudem erschien sie oft in stilisierter Form auf Aufklebern und Werbematerialien.
Ab Ende der 1970er Jahre war in Werbespots für die InterCity-Züge für einige Jahre die entsprechende Lokomotive der Baureihe 103 des darin gezeigten Zuges mehrmals mit musikalischer Untermalung in Großaufnahme zu sehen.
In der zweiten Hälfte der 1980er Jahre erschien die Baureihe 103 noch einmal in der Fernsehwerbung der DB für die als Rosarote Wochen bezeichnete Werbekampagne der DB mit besonders günstigen Tarifen. Eine dieser Lokomotiven durchbrach in den früheren Werbespots dabei mit musikalischer Untermalung in Großaufnahme eine Papierwand. In den späteren Spots war neben dem rosaroten Elefanten wieder eine 103 zu sehen, diesmal jedoch nur während der Fahrt.
Am 15. April 1975 erschien im Rahmen der jährlich ausgegebenen Jugendmarken eine 103 als Motiv (Michel-Nr. 837).
In der Fernsehreihe Pusteblume sind in der 20. Episode der zweiten Staffel mit dem Titel Geschichten von der Eisenbahn (Peter reist mit dem Zug; Erstausstrahlung: 15. Februar 1981) neben vielen Bahnhofsdetails auch Aufnahmen der 103 125-1 zu sehen. Die Episode wurde später auch in zwei Teilen als Werbefilm von der DB verwendet. Kurz danach ereignete sich mit dieser Lok der oben beschriebene schwere Unfall vom 6. März 1981 im Bahnhof Tauberfeld.
Das Pixi-Buch 868 Ich habe einen Freund, der ist Lokführer von 1997 zeigt auf dem Buchdeckel eine damals übliche rote 103 mit der Betriebsnummer 103 128-5. Mit dieser wird der Leser auch durch das Bilderbuch geführt.

### Bücher
- Michael Dostal: Lok-Legende 103. GeraMond Verlag, München 2005, ISBN 3-7654-7111-9.
- Michael Dostal: Baureihe 103 – Die erste Schnellfahr-Elektrolokomotive der Deutschen Bundesbahn. GeraMond Verlag, München 2000, ISBN 3-932785-47-9.
- Christian Wolf, Christian Ernst: Die Baureihe 103 – Die Geschichte der berühmten Intercity-Ellok. EK-Verlag, Freiburg 2002, ISBN 3-88255-103-8.
- Christian Wolf: Die 103 – Starlok der DB. EK-Verlag, Freiburg 2006, ISBN 3-88255-343-X.

### Zeitschriften
- Dierk Lawrenz: Vor 25 Jahren: E 03. Der Durchbruch im Schnellverkehr. In: Eisenbahn-Kurier. Jahrgang 24, Nr. 216. EK-Verlag, 1990, S. 34–38.
- Christian Wolf: 103-Abschied in Österreich. Ende eines Gastspiels. In: Eisenbahn-Kurier. Jahrgang 33, Nr. 322. EK-Verlag, 1999, S. 44–46.